# 13. August
Der 13. August ist der 225. Tag des gregorianischen Kalenders (der 226. in Schaltjahren), somit bleiben 140 Tage bis zum Jahresende.

## Ereignisse

### Politik und Weltgeschehen
- 0029 v. Chr.: Octavian veranstaltet den ersten von drei aufeinander folgenden Triumphzügen in Rom. Dieser gilt dem Sieg über die dalmatinischen Stämme.
- 0582: Nach dem Tod von Tiberios I. wird der Feldherr Maurikios zum neuen byzantinischen Herrscher ernannt.
- 0900: Zwentibold von Lotharingien fällt in einer Schlacht gegen aufständische Grafen.
- 1496: In der böhmischen Gemeinde Ploskovice kommt es zu einem Bauernaufstand gegen den Grundherren Adam Ploskovský von Drahonice, an dem auch Dalibor von Kozojedy teilnimmt.
- 1516: Im Vertrag von Noyon zwischen König Franz I. von Frankreich und König Karl I. von Spanien erhält Frankreich Mailand und verzichtet dafür auf Neapel.
- 1521: Die Azteken-Hauptstadt Tenochtitlan, das heutige Mexiko-Stadt, fällt an Hernán Cortés.
- 1532: Die Stände des unabhängigen Herzogtums Bretagne, dessen Herzogin Claude de France seit 1515 mit dem französischen König Franz I. verheiratet war, beschließen in einem Edikt den Anschluss an das Königreich Frankreich.
- 1704: In der Zweiten Schlacht bei Höchstädt unterliegen im Spanischen Erbfolgekrieg Franzosen und Bayern alliierten Truppen unter dem Kommando von John Churchill und Prinz Eugen von Savoyen.
- 1762: Die Engländer nehmen während des Siebenjährigen Krieges Havanna, die Hauptstadt der spanischen Kolonie Kuba, ein.

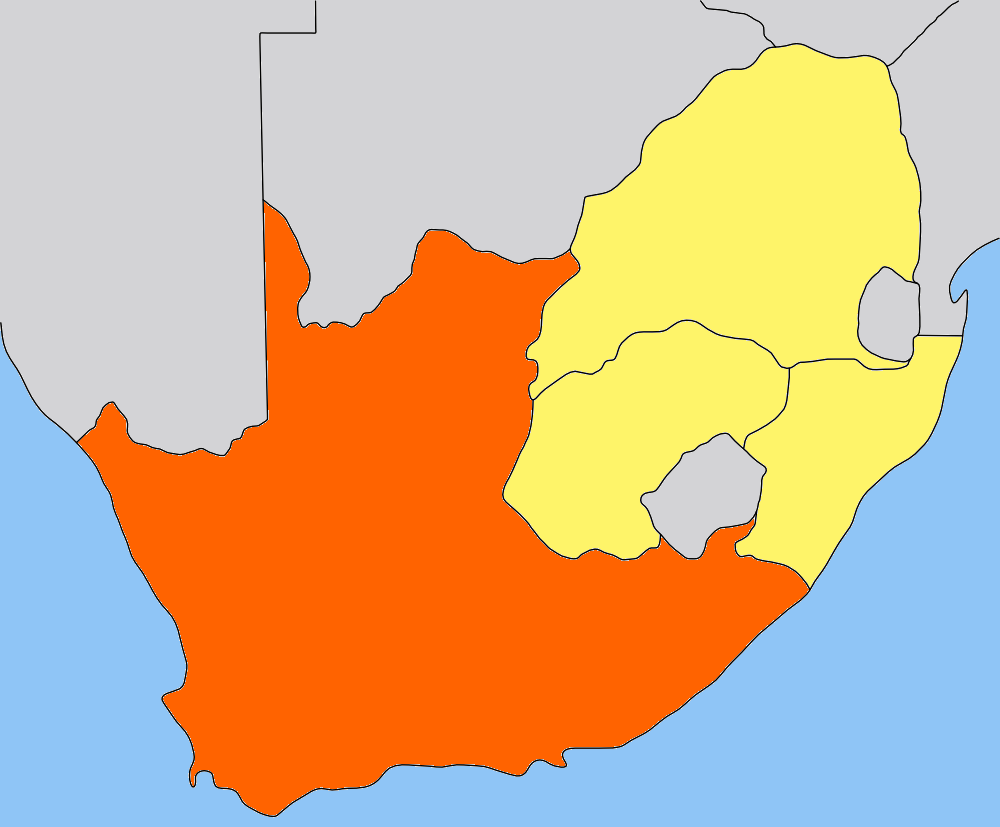
1806: Die Kapkolonie

- 1806: Großbritannien erzwingt die Abtretung der südafrikanischen Kapkolonie von den Niederlanden.
- 1806: Unter napoleonischer Protektion wird Baden zum Großherzogtum.

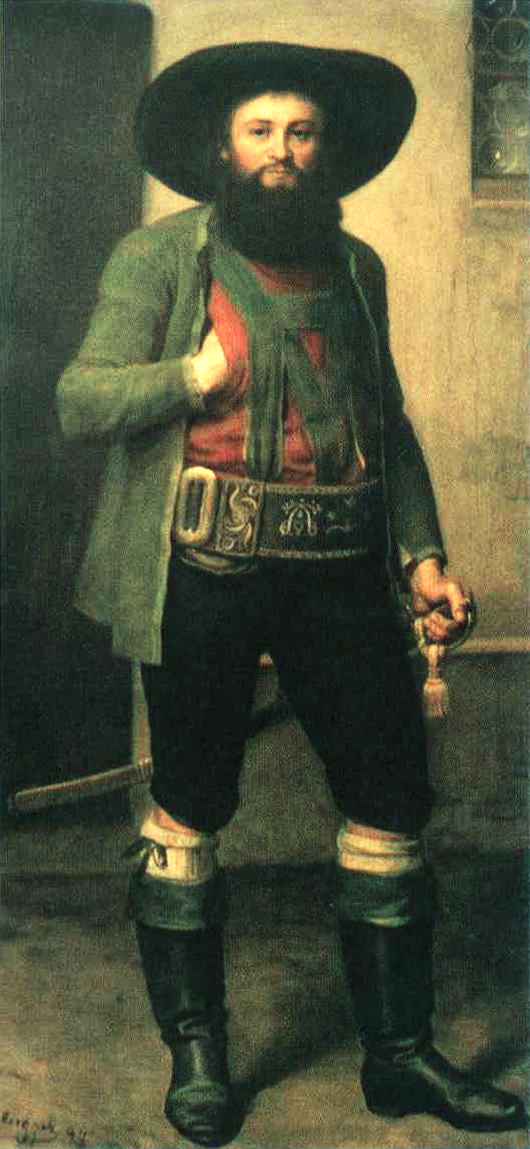
1809: Andreas Hofer

- 1809: Tiroler Schützen unter Freiheitskämpfer Andreas Hofer bezwingen französische Truppen in der Dritten Bergiselschlacht.
- 1814: Im Britisch-Niederländischen Vertrag einigen sich beide Seiten über die grundsätzliche Rückgabe der von den Briten während der Napoleonischen Kriege besetzten niederländischen Kolonien.
- 1826: Der schottische Abenteurer und Afrikaforscher Alexander Gordon Laing erreicht, von Tripolis kommend, als erster Europäer nachweislich das sagenumwobene Timbuktu.

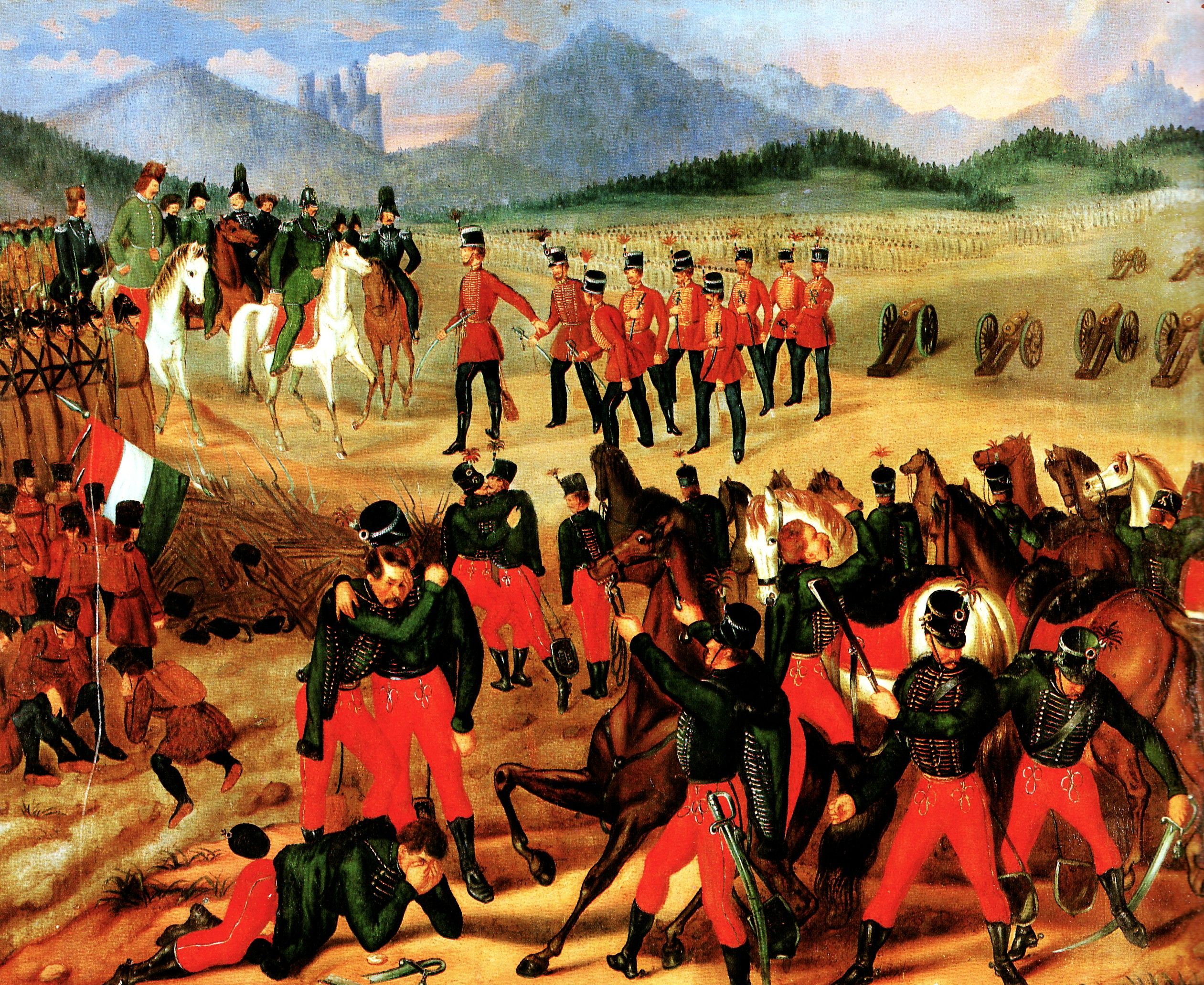
1849: Kapitulation der ungarischen Armee

- 1849: Mit der Kapitulation des ungarischen Revolutionsheeres unter General Artúr Görgei endet der einjährige ungarische Freiheitskampf im Kaisertum Österreich. An der Niederschlagung der Revolution sind russische und österreichische Einheiten im Rahmen der Heiligen Allianz gemeinsam beteiligt gewesen.
- 1860: Nikola wird als Nachfolger seines ermordeten Onkels Danilo Fürst von Montenegro.
- 1905: In einer Volksbefragung votieren nahezu 100 Prozent der gültig Abstimmenden in Norwegen für die Auflösung der Personalunion mit Schweden. Mit dem Vertrag von Karlstad wird Norwegen wenige Wochen später als unabhängiger Staat anerkannt.
- 1920: Im Polnisch-Sowjetischen Krieg beginnt mit einem Angriff der Roten Armee die Schlacht bei Warschau.
- 1923: Gustav Stresemann bildet die erste Große Koalition in Deutschland.
- 1934: Adolf Hitler besucht zum 300-jährigen Jubiläum die Oberammergauer Passionsspiele; das christliche Mysterienspiel wird damit zur antijüdischen Propaganda genutzt.
- 1936: In Genf wird von Vertretern aus 32 Nationen der Jüdische Weltkongress gegründet. Erster Präsident wird Stephen Wise.

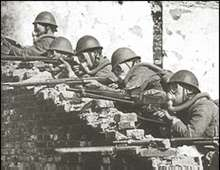
1937: Häuserkampf in Shanghai

- 1937: Im Zweiten Japanisch-Chinesischen Krieg beginnt die Schlacht um Shanghai.
- 1940: Die deutsche Luftwaffe beginnt in der Luftschlacht um England mit einer Serie von Großangriffen auf Einrichtungen der britischen Royal Air Force.
- 1943: Die Rote Armee beginnt im Deutsch-Sowjetischen Krieg die Donezbecken-Operation.
- 1943: Erster Luftangriff auf Wiener Neustadt.
- 1948: Österreich wird Mitglied in der UNESCO.
- 1952: Deutschland und Japan werden Mitglied im Internationalen Währungsfonds (IWF).
- 1960: Die Zentralafrikanische Republik erlangt ihre Unabhängigkeit von Frankreich. David Dacko wird erster Präsident.

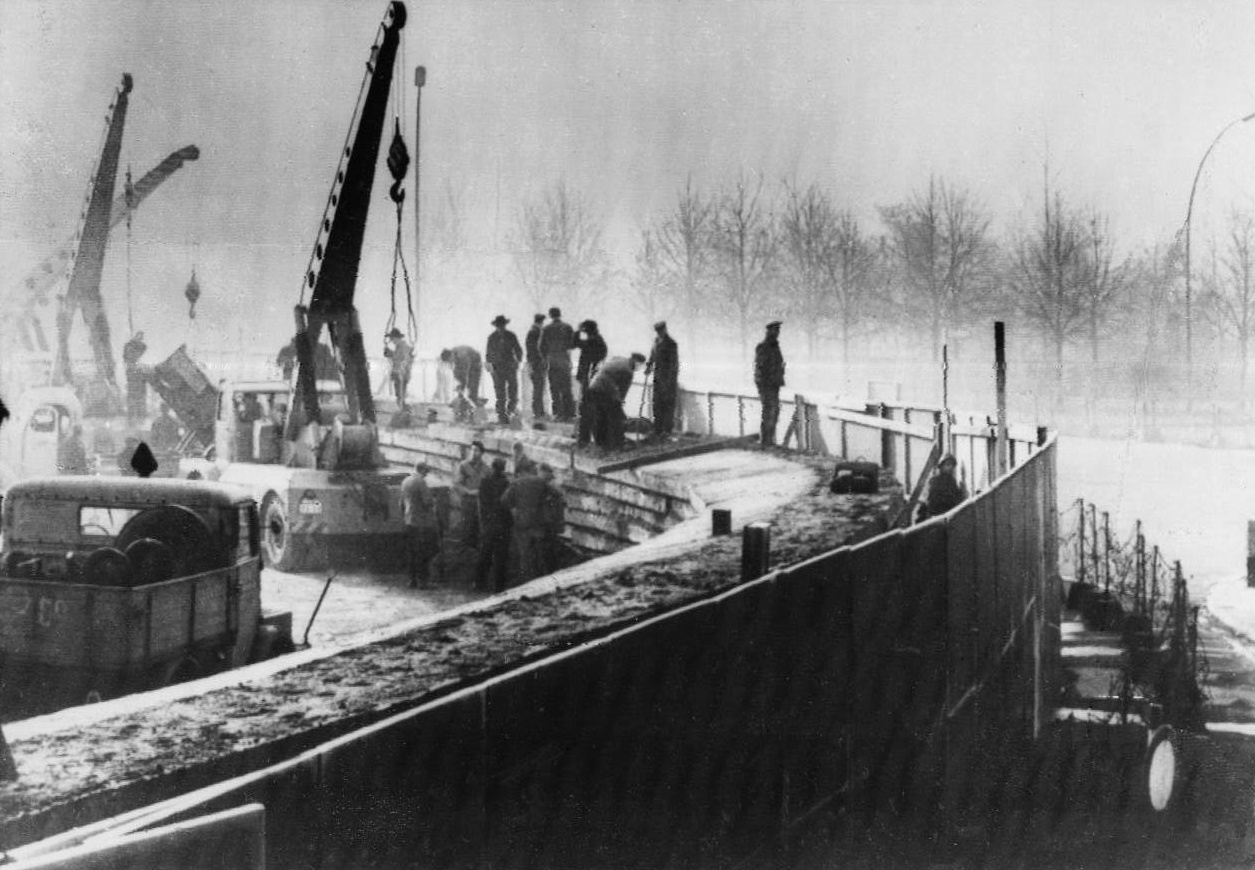
1961: Bau der Berliner Mauer

- 1961: Mit der Abriegelung von Straßen und Gleiswegen nach West-Berlin durch Angehörige der NVA, der Deutschen Grenzpolizei (DGP) und der Schutz- und Kasernierten Volkspolizei sowie Kampfgruppen der Arbeiterklasse der DDR beginnt der Bau der Berliner Mauer.
- 1968: Der Widerstandskämpfer Alekos Panagoulis verübt ein erfolgloses Attentat auf den griechischen Diktator Georgios Papadopoulos.
- 1978: Aufgrund schwerer Ausschreitungen wird im Iran in mehreren Städten das Kriegsrecht verhängt. Premierminister Dschafar Scharif-Emami gibt den Forderungen Chomeinis und seiner Anhänger teilweise nach: Rückkehr zum islamischen Kalender, Schließung von Spielcasinos, Zulassung politischer Parteien.
- 1979: Das von Rupert Neudeck für das Hilfskomitee Ein Schiff für Vietnam, der spätere Cap Anamur/Deutsche Not-Ärzte e. V. erworbene deutsche Frachtschiff Cap Anamur erreicht das Südchinesische Meer und nimmt die ersten vietnamesischen Boatpeople auf. Es ist der Beginn einer 7-jährigen Rettungsaktion, bei der über 11.000 Flüchtlinge vor dem Ertrinken und dem Hungertod gerettet werden.

1999: Die japanische Flagge

- 1999: Die bereits seit 1868 in Gebrauch befindliche Sonnenscheibenflagge wird formell als Nationalflagge Japans eingeführt.

### Wirtschaft
- 1894: Die Straßenbahn Gmunden wird eröffnet. Sie bedient die kürzeste und – vier Jahre lang – auch die steilste Strecke in Österreich.
- 1898: Das deutsche Kaiserliche Patentamt gewährt Ferdinand von Zeppelin das Patent Nummer 98590 für einen Lenkbaren Luftfahrzug mit mehreren hintereinander angeordneten Tragkörpern. Der Entwurf für sein Starrluftschiff wird hierdurch rückwirkend zum 31. August 1895 geschützt.
- 1984: Der neue internationale Flughafen Soekarno-Hatta wurde eröffnet.

### Wissenschaft und Technik
- 1596: David Fabricius bemerkt als Erster die Veränderlichkeit des Sterns Omikron Ceti im Sternbild Walfisch, der über einen Zeitraum von 331 Tagen seine Helligkeit verändert, wobei er im Maximum deutlich sichtbar, im Minimum dagegen für das bloße Auge unsichtbar wird. Aufgrund dieses eigenartigen Verhaltens nennt er den Stern Mira, die „Wundersame“.
- 1847: John Russell Hind entdeckt den Asteroiden (7) Iris.
- 1898: Gustav Witt entdeckt den Asteroiden (433) Eros.
- 1913: Harry Brearley gelingt die Erfindung rostfreien Stahls.
- 1930: An der 1924 vom Ozeanographen Wladimir Wiese vorausberechneten Stelle wird die nach ihm benannte Wiese-Insel im Nordpolarmeer vom sowjetischen Eisbrecher Georgi Sedow entdeckt.

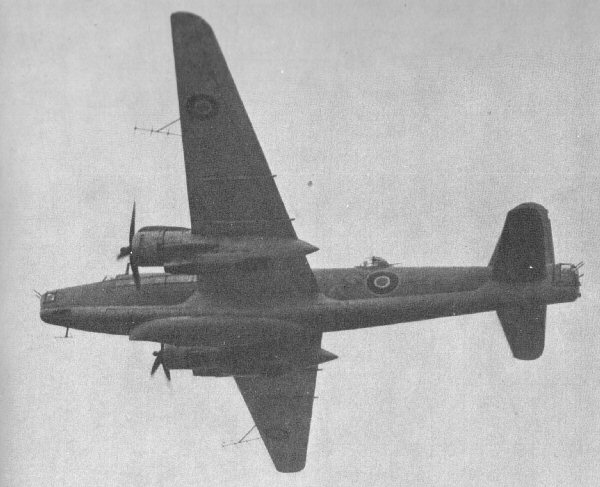
1939: Vickers Warwick

- 1939: Das britische Militärflugzeug Vickers Warwick absolviert seinen Erstflug. Als Bomber geplant, wird es schließlich umkonstruiert in großer Stückzahl in der Seenotrettung und als Transportflugzeug verwendet.
- 1946: Die Pontifícia Universidade Católica de São Paulo (dt.: Päpstliche Katholische Universität von São Paulo) wird gegründet.
- 1989: Im Large Electron-Positron Collider des CERN werden die ersten Teilchenkollisionen detektiert.

### Kultur
- 3114 v. Chr.: Nach der Thompson-Korrelation von Sir J. Eric S. Thompson beginnt die Lange Zählung des Maya-Kalenders mit dem Datum 0.0.0.0.0.
- 1821: Uraufführung der Oper Adele von Budoy von Conradin Kreutzer in Königsberg.

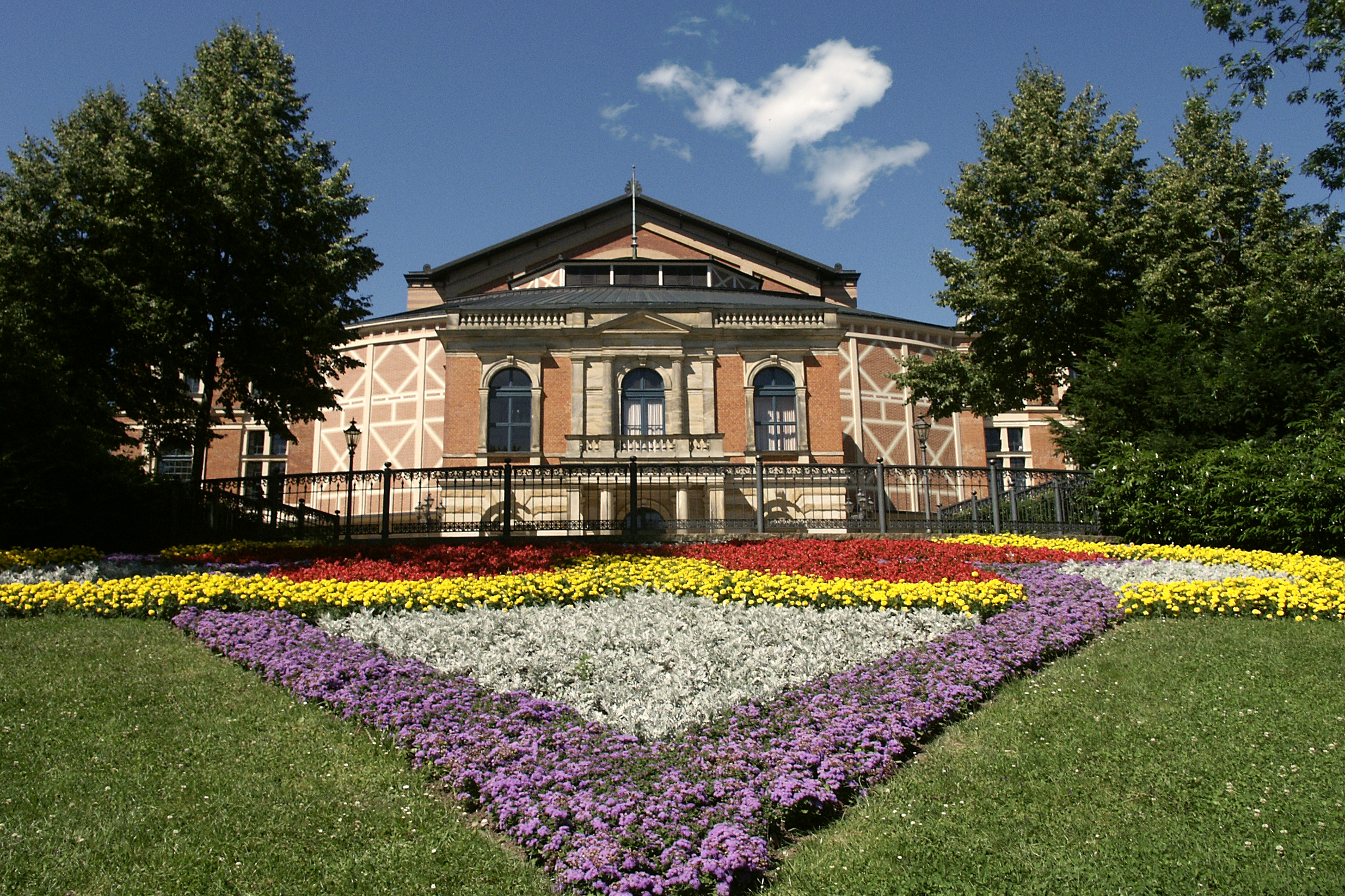
1876: Das Bayreuther Festspielhaus

- 1876: Bei den ersten Bayreuther Festspielen auf dem Grünen Hügel wird bis zum 17. August Der Ring des Nibelungen von Richard Wagner erstmals aufgeführt.
- 1940: Mit Heidemarie Hatheyer in der Titelrolle hat in München der Spielfilm Die Geierwally nach Wilhelmine von Hillerns gleichnamigem Roman Premiere.
- 1942: Walt Disneys Trickfilm Bambi hat US-Premiere in der Radio City Music Hall in New York.
- 1987: In Deutschland startet der James-Bond-Film Der Hauch des Todes in den Kinos. Der Film, in dem Timothy Dalton erstmals in der Hauptrolle zu sehen ist, markiert gleichzeitig das 25. Jubiläum der Reihe.
- 2004: Das Computerspiel Doom 3 von id Software wird, für Microsoft Windows, in Europa veröffentlicht. Im Gegensatz zu seinen beiden Vorgängerspielen landet es in Deutschland nicht auf dem Index der BpjM.

### Gesellschaft
- 1996: Der Belgier Marc Dutroux und zwei Komplizen werden wegen Verdachts auf Entführung von Sabine Dardenne und Laetitia Delhez verhaftet. Bei den weiteren polizeilichen Ermittlungen werden mehrere Kindesentführungen zum Zweck sexuellen Missbrauchs der Opfer und Ermordungen aufgedeckt.

### Religion
- 0523: Johannes I. tritt die Nachfolge von Hormisdas als Papst an.
- 1930: Das Bistum Berlin entsteht aus vier früheren Bistümern.

### Katastrophen
- 1604: Karlsbad wird durch einen Brand fast völlig zerstört
- 1914: Der Passagierdampfer Baron Gautsch des Österreichischen Lloyd läuft an der Küste von Istrien auf eine Seemine und sinkt, 147 Passagiere und Besatzungsmitglieder sterben.
- 1935: Die Staumauer Alla Sella Zerbino bei Ovada in den Ligurischen Apenninen, Italien, bricht bei einem Hochwasser. Die Flutwelle richtet in Molare und Ovada großen Schaden an; es gibt 100 oder mehr Tote.
- 1940: Bei einem Flugzeugabsturz in Canberra, Australien, kommen drei australische Kabinettsmitglieder und der Generalstabschef Brudenell White ums Leben. Insgesamt sterben 10 Menschen.

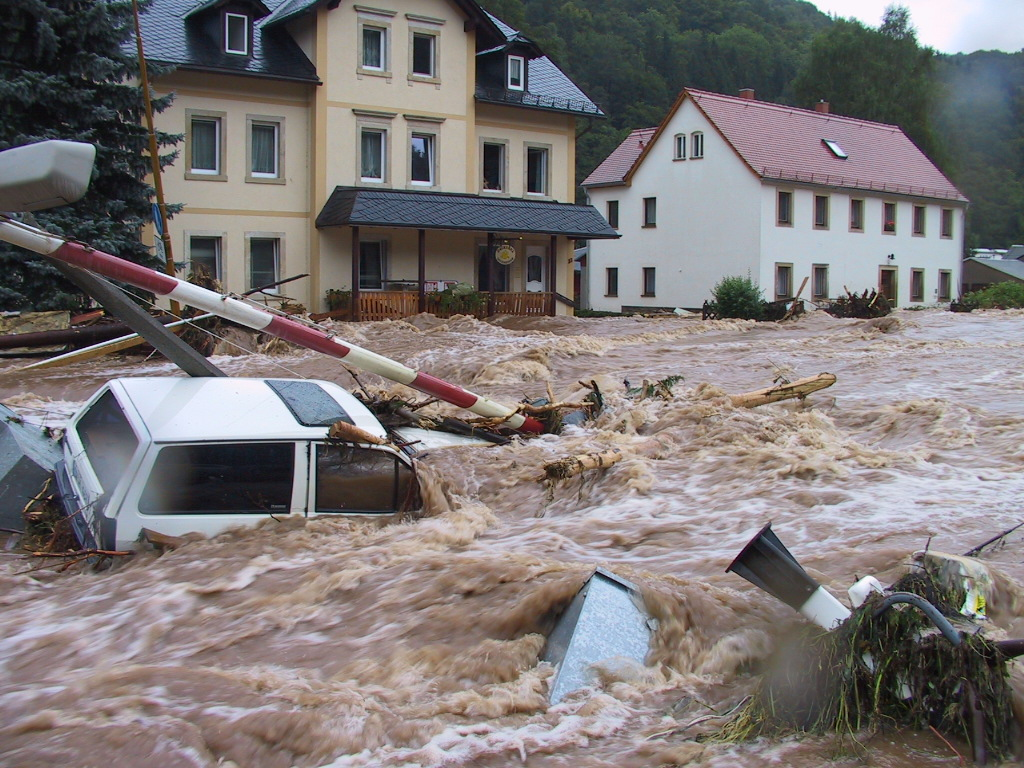
2002: Hochwasser der Müglitz

- 2002: In Sachsen und Sachsen-Anhalt überschwemmt die „Jahrhundertflut“ weite Gebiete.
- 2004: Der Hurrikan Charley zieht verwüstend über Florida hinweg. Mit Gesamtschäden von 14 Milliarden US-Dollar wird er einer der schadenträchtigsten Wirbelstürme in den USA.

Kleinere Unglücksfälle sind in den Unterartikeln von Katastrophe und in der Liste von Katastrophen aufgeführt.

### Natur und Umwelt

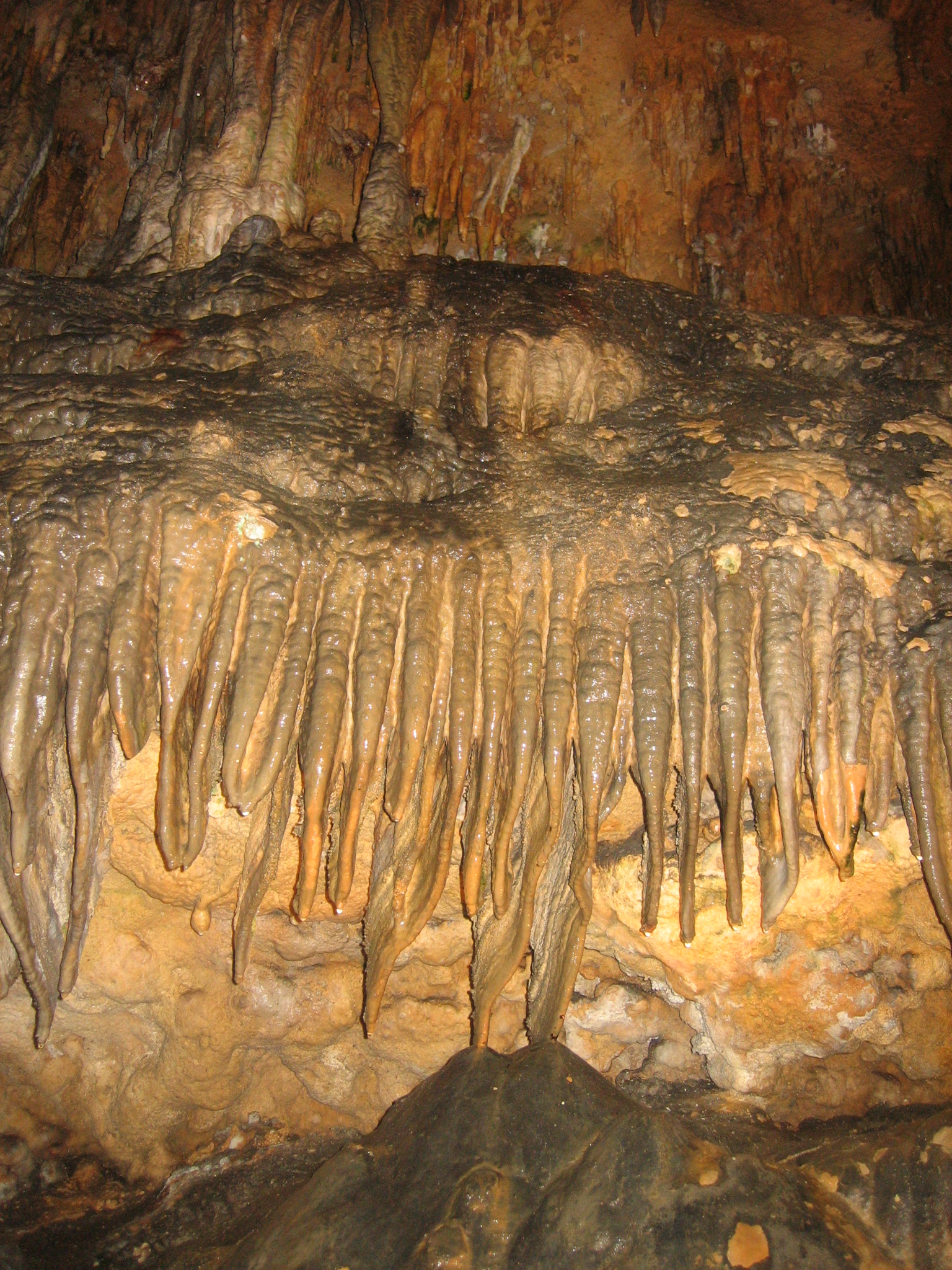
1878: Luray Caverns

- 1878: Im Nordwesten von Virginia werden zufällig die Luray Caverns entdeckt. Die drei Entdecker verheimlichen zunächst den Fund des Höhlensystems und erwerben den Grund und Boden preiswert in einer laufenden Zwangsversteigerung. Ihr Kauf wird später nach Erkennen des wahren Werts annulliert.

### Sport
- 2001: Die Arena AufSchalke wird in Gelsenkirchen eröffnet. Es ist das erste ohne öffentliche Gelder errichtete Stadion dieser Größenordnung, das der Verein FC Schalke 04 baut.
- 2004: In Athen werden die XXVIII. Olympischen Sommerspiele eröffnet.

Einträge von Leichtathletik-Weltrekorden befinden sich unter der jeweiligen Disziplin unter Leichtathletik.

## Geboren

### Vor dem 18. Jahrhundert
- 0582: Arnulf von Metz, Bischof von Metz
- 1311: Alfons XI., König von Kastilien und León
- 1514: Joachim Mynsinger von Frundeck, deutscher Jurist der Humanistenzeit
- 1516: Hieronymus Wolf, deutscher Humanist und Philologe, Begründer der deutschen Byzantinistik
- 1592: Wilhelm von Nassau-Siegen, Graf von Nassau in Hilchenbach, niederländischer Feldherr

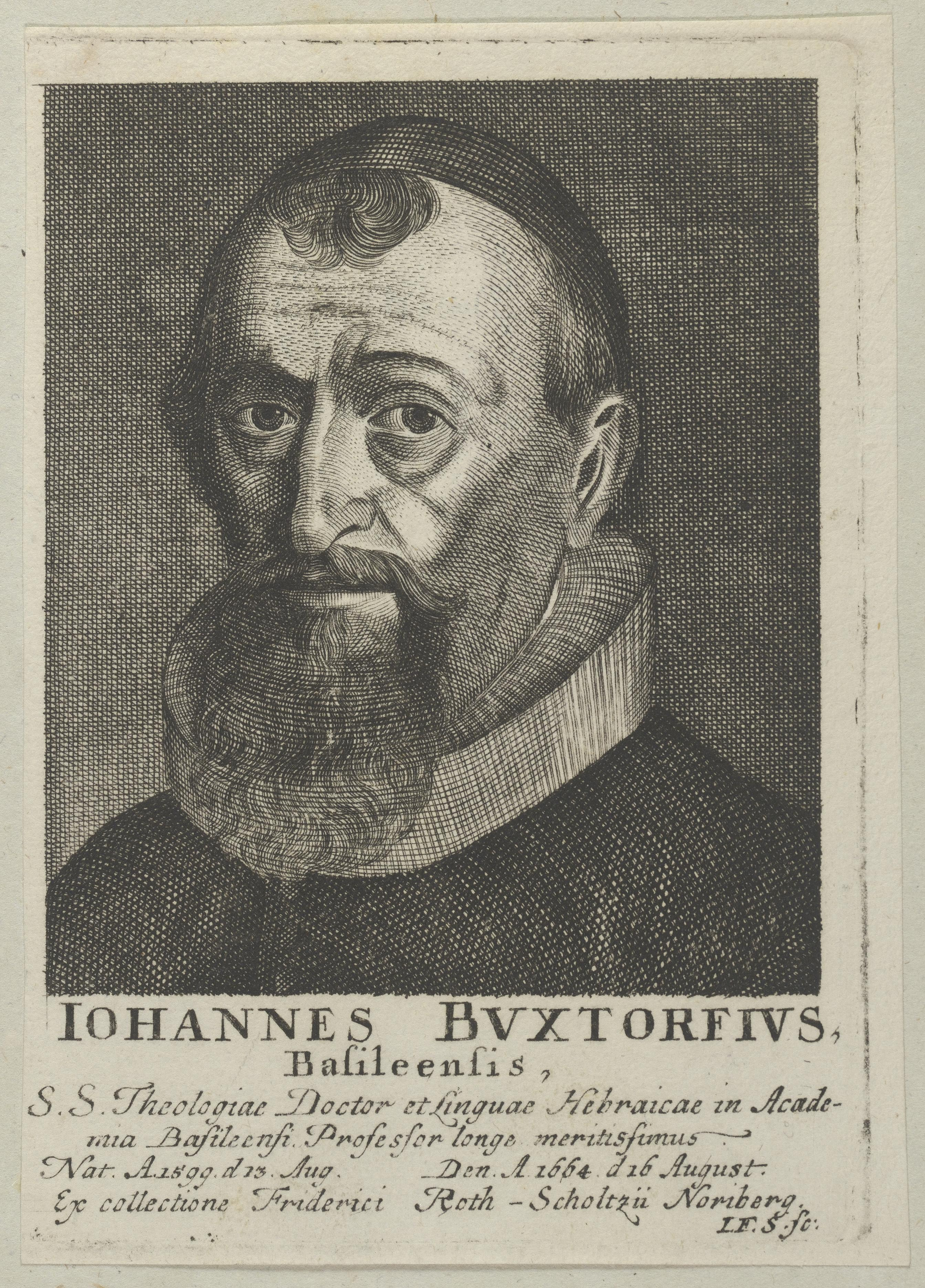
Johann Buxtorf (* 1599)

- 1599: Johann Buxtorf der Jüngere, Schweizer reformierter Theologe und Orientalist
- 1613: Cornelis de Vlaming van Oudshoorn, Amsterdamer Regent
- 1614: August, Herzog von Sachsen-Weißenfels und Querfurt, Administrator von Magdeburg

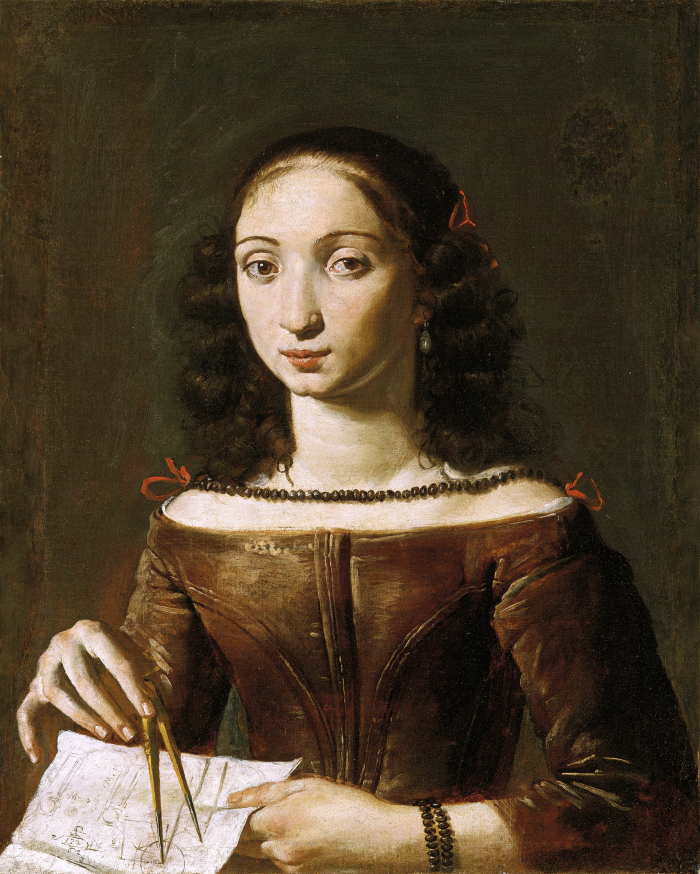
Plautilla Bricci (* 1616)

- 1616: Plautilla Bricci, römische Architektin und Malerin im Kirchenstaat
- 1617: Johann Andreas Quenstedt, deutscher Vertreter der lutherischen Orthodoxie
- 1621: Israël Silvestre, französischer Maler und Kupferstecher
- 1623: Gillis Valckenier, Regent und Bürgermeister von Amsterdam
- 1625: Erasmus Bartholin, dänischer Mathematiker, Physiker und Mediziner
- 1629: Wenzeslaus von Thun und Hohenstein, Bischof von Passau und Bischof von Gurk
- 1633: Andreas Tamitius, deutscher Orgelbauer
- 1644: Christian Wildvogel, deutscher Rechtswissenschaftler
- 1651: Balthasar Permoser, österreichischer Barock-Bildhauer
- 1652: Johann Ernst Kregel von Sternbach, Leipziger Handelsherr, Ratsherr und Baumeister
- 1654: Pier Francesco Tosi, italienischer Kastrat, Komponist und Gesangslehrer
- 1655: Johann Christoph Denner, deutscher Instrumentenbauer und Erfinder der Klarinette
- 1662: Charles Seymour, 6. Duke of Somerset, englischer Peer, sowie Hof- und Staatsbeamter
- 1671: Jean-Alphonse Turrettini, Schweizer reformierter Theologe
- 1678: Günther XLIII., Fürst von Schwarzburg-Sondershausen
- 1690: Leonhard von Beauvryé, preußischer Generalmajor sowie Erbauer und Namensgeber des „Palais Beauvryé“ in Berlin
- 1700: Heinrich von Brühl, kurfürstlich-sächsischer und königlich-polnischer Premierminister

### 18. Jahrhundert
- 1707: Hans Jakob Pestalozzi, Schweizer Unternehmer
- 1714: Johann Ludwig von Dorville, preußischer Justizminister
- 1717: Louis François I. de Bourbon, prince de Conti, Franzose, Fürst von Conti
- 1717: Christoph Nichelmann, deutscher Komponist
- 1734: Johann Gottfried Sillig, deutscher evangelischer Geistlicher
- 1743: Marie Elisabeth, österreichische Erzherzogin und Äbtissin

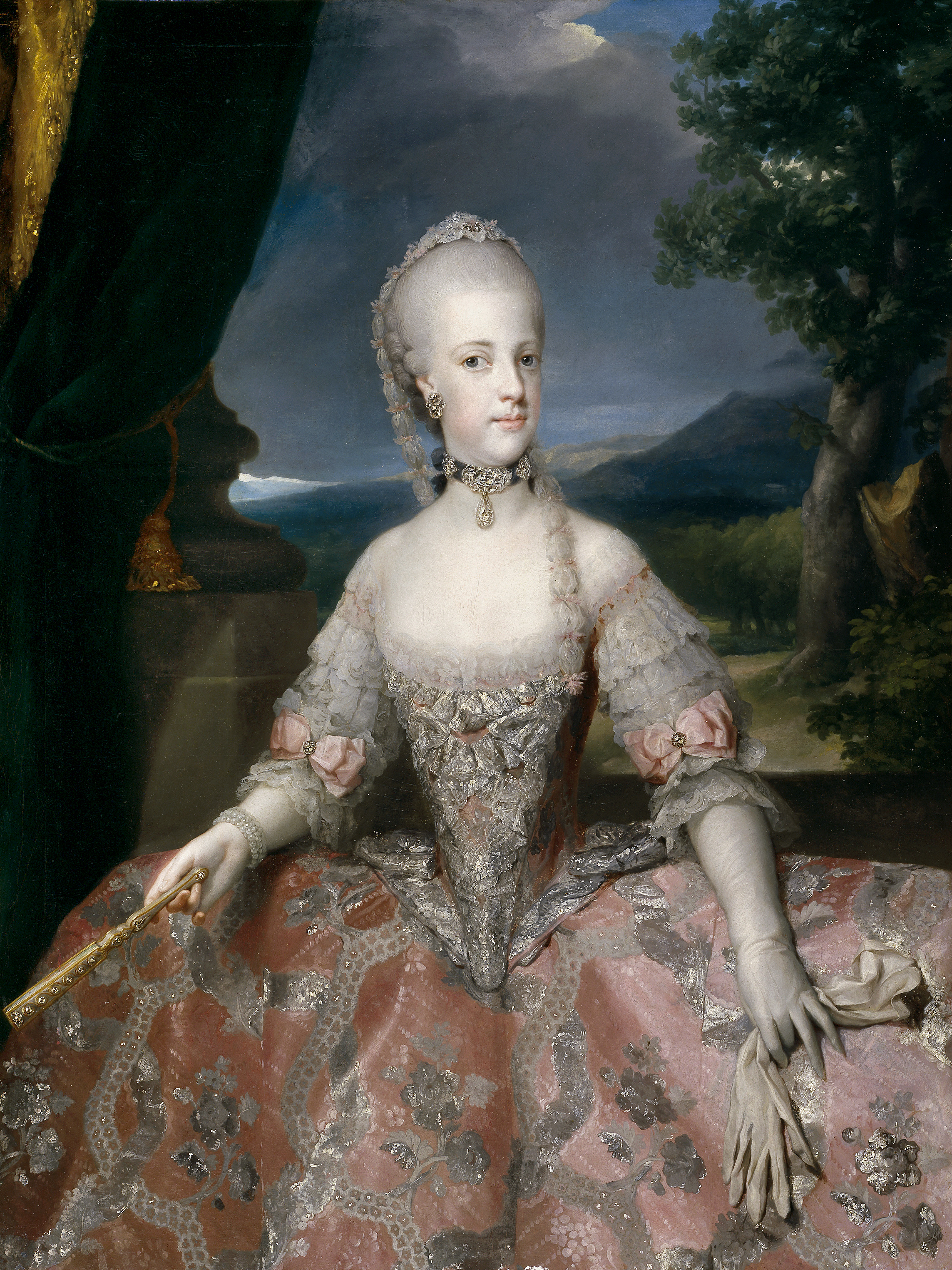
Maria Karolina (* 1752)

- 1752: Maria Karolina von Österreich, Königin von Neapel-Sizilien
- 1757: James Gillray, britischer Karikaturist
- 1762: Théroigne de Méricourt, französische Revolutionärin
- 1764: Louis Baraguey d’Hilliers, französischer General
- 1772: Johann Georg Lahner, österreichischer Fleischer, angeblicher Erfinder des Wiener Würstchens
- 1774: Johann Baptist Jehle, Schweizer Jurist und Politiker
- 1774: Ludwig Neureuther, deutscher Maler, Lithograph und Radierer
- 1777: Martin Stephan, deutsch-amerikanischer Geistlicher
- 1777: Georg Friedrich Wiesand, deutscher Jurist und Politiker

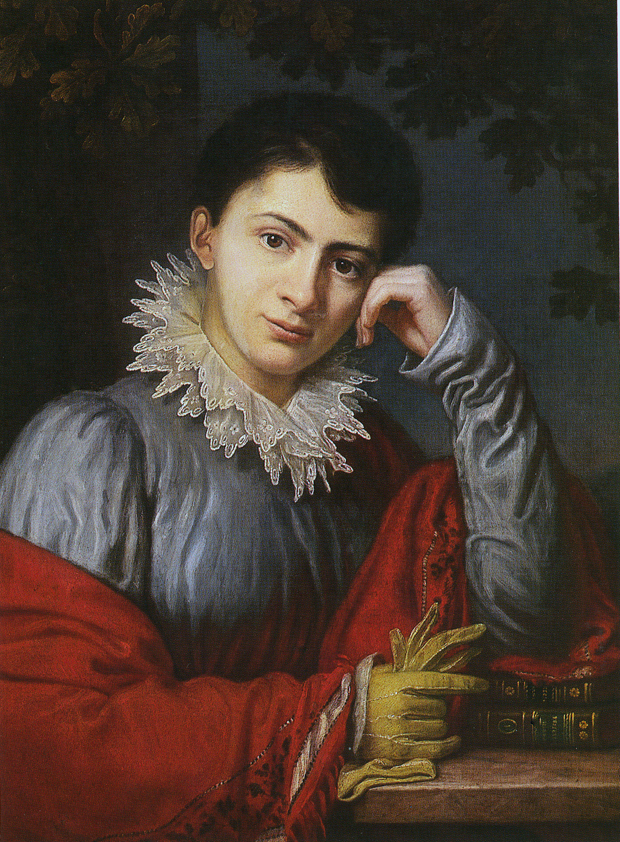
Betty Gleim (* 1781)

- 1781: Betty Gleim, deutsche Pädagogin, Schulgründerin und Schriftstellerin
- 1783: John Crawfurd, britischer Orientalist und Ethnologe aus Schottland
- 1785: Otto von Arnim, deutscher Regierungsbeamter
- 1792: Adelheid von Sachsen-Meiningen, deutsche Prinzessin, Königin von Großbritannien und Irland
- 1795: Carl Gustav Homeyer, deutscher Jurist, Rechtshistoriker und Germanist
- 1796: Carl August Buchholz, deutscher Orgelbauer
- 1798: August von Arnswaldt, deutscher Literat
- 1798: Gottlieb Weissmann, deutscher Fossiliensammler und Apotheker
- 1799: Maximilian von Lerchenfeld-Köfering, deutscher Diplomat
- 1800: Ippolito Rosellini, italienischer Ägyptologe

### 19. Jahrhundert

#### 1801–1850

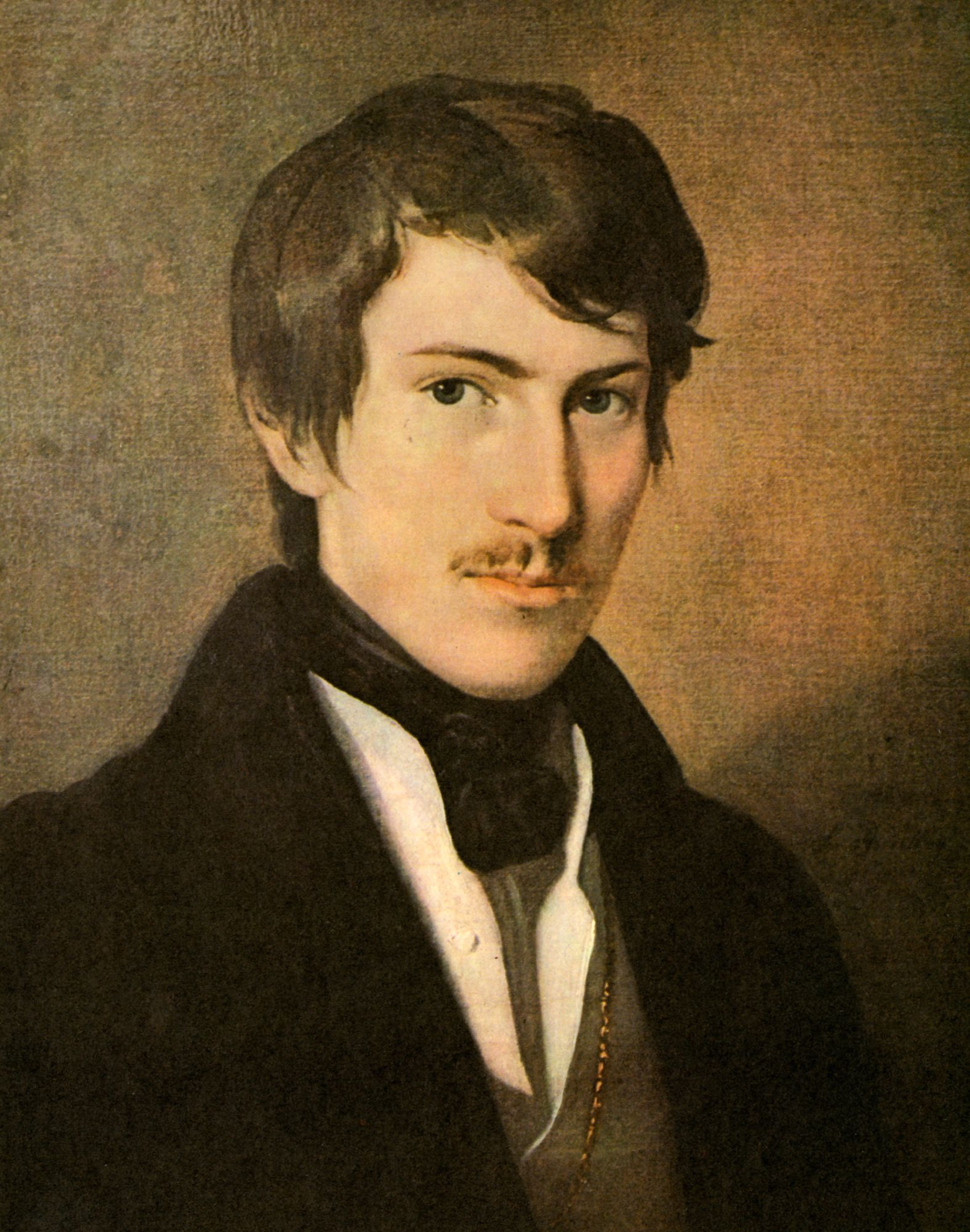
Nikolaus Lenau (* 1802)

- 1802: Nikolaus Lenau, österreichischer Schriftsteller
- 1803: Wladimir Fjodorowitsch Odojewski, russischer Schriftsteller und Komponist
- 1804: Louis Christian Heinrich Vortisch, deutscher Pastor und Naturforscher

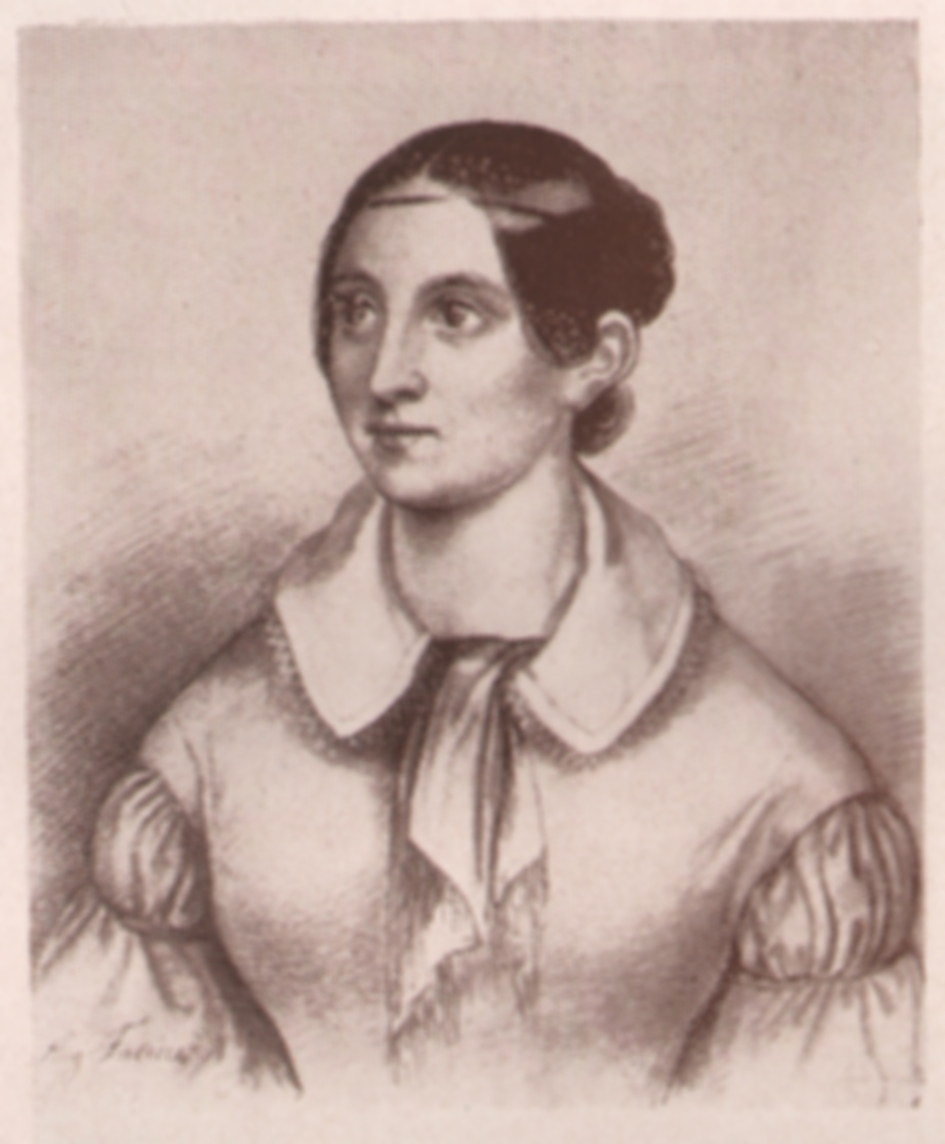
Angelica Bellonata Facius (* 1806)

- 1806: Angelica Bellonata Facius, deutsche Stein- und Stempelschneiderin
- 1807: Lucjan Siemieński, polnischer Schriftsteller
- 1809: Julius Rupp, deutscher Theologe mit freikirchlicher Orientierung, Politiker
- 1810: Christian C. A. Lange, norwegischer Historiker und Archivar

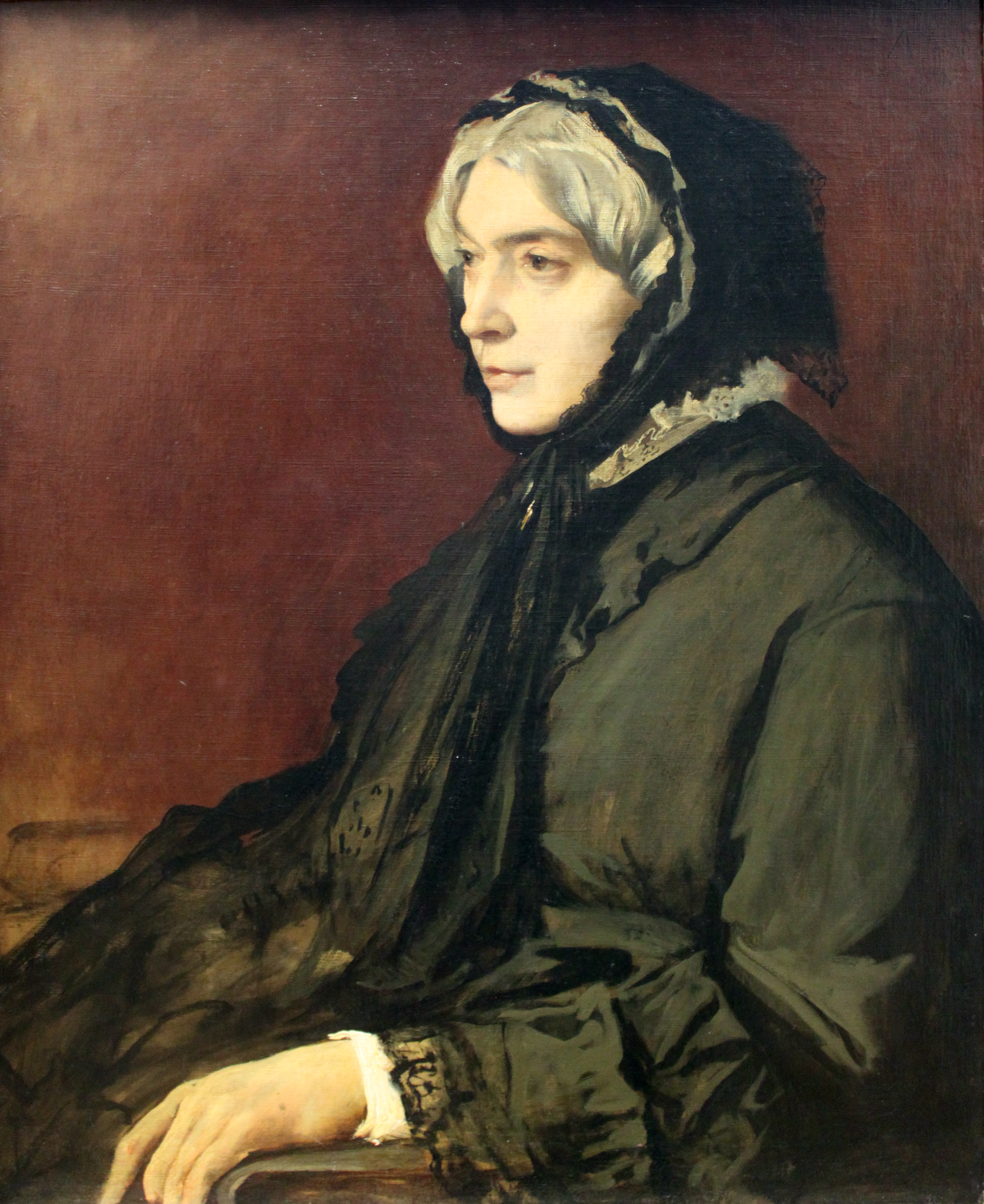
Henriette Feuerbach (* 1812)

- 1812ː Henriette Feuerbach, deutsche Schriftstellerin
- 1812: Carl Rahl, österreichischer Maler
- 1814: Anders Jonas Ångström, schwedischer Astronom und Physiker
- 1815: Eduard August von Regel, deutscher Gärtner und Botaniker
- 1816: Giuseppe Bernardazzi, Schweizer Architekt und Maler
- 1816: Rudolf von Gneist, preußischer Jurist und Politiker
- 1817: Friedrich Bach, österreichischer Dichter und Mediziner
- 1817: Károly Thern, ungarischer Komponist
- 1818: Hermann von Nördlinger, deutscher Forstwissenschaftler
- 1818: Lucy Stone, US-amerikanische Reformerin, Frauenrechtlerin, Abolitionistin und Publizistin
- 1819: Aurelio Saffi, italienischer Politiker

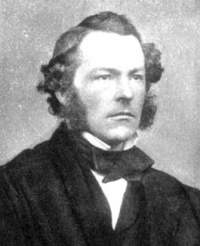
George Gabriel Stokes (* 1819)

- 1819: George Gabriel Stokes, irischer Mathematiker und Physiker
- 1820: George Grove, britischer Musikwissenschaftler
- 1822: Heinrich Louis d’Arrest, deutsch-dänischer Astronom
- 1823: Albert de Meuron, Schweizer Landschafts-, Genre-, Historien- und Porträtmaler
- 1824: August Potthast, deutscher Historiker und Bibliothekar
- 1826: William Thomas Best, britischer Organist
- 1826ː Nedelja Petkowa, bulgarische Erziehungswissenschaftlerin und Pionierin in der Ausbildung von Mädchen im Osmanischen Reich
- 1827: Francisco Gomes de Amorim, portugiesischer Schriftsteller
- 1830: Gustav Lange, deutscher Komponist
- 1830ː Auguste Netz, deutsche Opernsängerin und Theaterschauspielerin

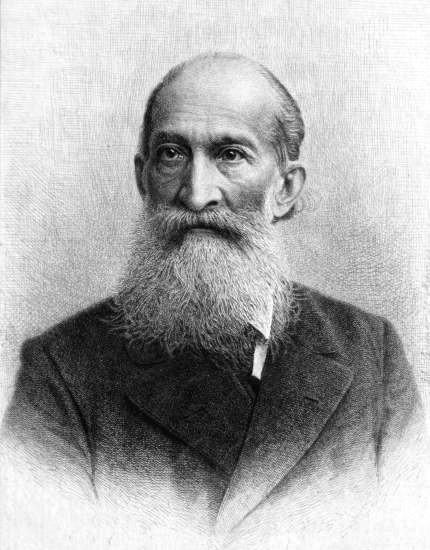
Salomon Jadassohn (* 1831)

- 1831: Salomon Jadassohn, deutscher Komponist, Pianist, Musiktheoretiker und -pädagoge
- 1831: Therese Mauser, deutsche katholische Jungfrau und Dulderin
- 1835: Emil Stoffella, österreichischer Internist
- 1836: Nikolai von Japan, russischer Mönch, orthodoxer Erzbischof von Tokio und Japan
- 1838: Aloysia von Liechtenstein, Prinzessin von und zu Liechtenstein
- 1842: Albert Sorel, französischer Schriftsteller und Historiker
- 1843: Karel Šebor, tschechischer Komponist und Kapellmeister
- 1844: Heinrich Averbeck, deutscher Mediziner, gilt als Begründer der physikalischen Heilmethoden
- 1844: Friedrich Miescher, deutscher Mediziner und Professor für Physiologie
- 1845: Attilio Catelli, italienischer Librettist
- 1847: Georgi Stranski, bulgarischer Arzt, Revolutionär und Politiker
- 1850: Andrea Carlo Ferrari, italienischer Geistlicher, Erzbischof von Mailand, Kardinal

#### 1851–1875
- 1851: Felix Adler, deutsch-US-amerikanischer Philosoph
- 1852: Christian Krohg, norwegischer Genremaler, Autor und Journalist

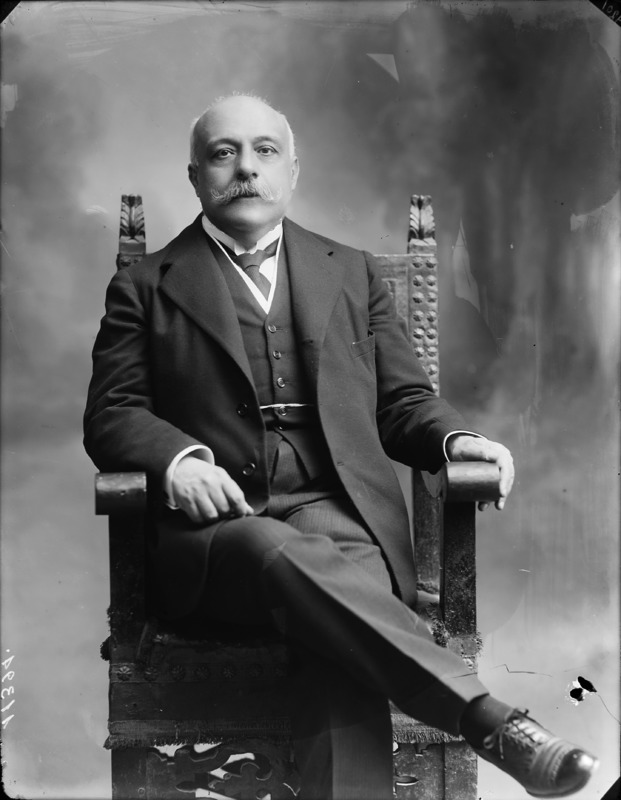
Antonio Salandra (* 1853)

- 1853: Antonio Salandra, italienischer Jurist und Politiker, Minister, Ministerpräsident
- 1854: William C. Adamson, US-amerikanischer Politiker, Mitglied des Repräsentantenhauses
- 1857: Henri Pittier, Schweizer Naturforscher und Biologe
- 1859: John Grenfell Maxwell, britischer General
- 1860: Ernst Bauer, österreichischer und tschechoslowakischer Beamter und Amateurbiologe
- 1860: Annie Oakley, US-amerikanische Scharfschützin und Kunstschützin
- 1860: Willem Witsen, niederländischer Fotograf, Maler und Schriftsteller
- 1861: Herbert H. Turner, britischer Astronom und Seismologe
- 1863: Heinrich Goldemund, österreichischer Architekt, Stadtplaner und Baumanager
- 1863: William Isaac Thomas, US-amerikanischer Soziologe und Philologe

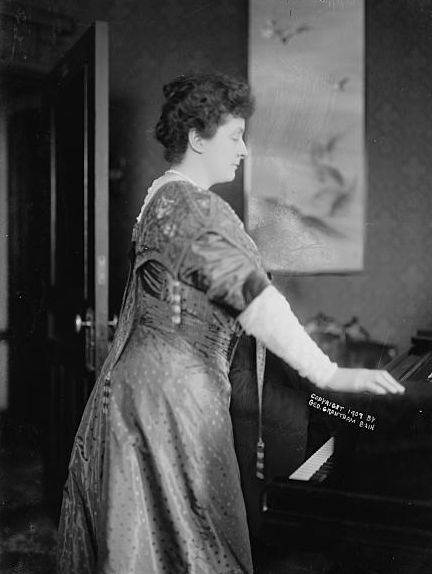
Emma Eames (* 1865)

- 1865: Emma Eames, US-amerikanische Opernsängerin und Gesangspädagogin
- 1866: Clara Latimer Bacon, US-amerikanische Mathematikerin
- 1866: Frances Hardcastle, britische Mathematikerin und Frauenrechtlerin
- 1866: Giovanni Agnelli, italienischer Unternehmer
- 1867: Rudolf G. Binding, deutscher Schriftsteller
- 1867: Arthur Eichengrün, deutscher Chemiker
- 1868: Camillo Olivetti, italienischer Ingenieur und Firmengründer
- 1869: Tony Garnier, französischer Architekt und Städtebauer
- 1871: Karl Liebknecht, deutscher Rechtsanwalt, Politiker und Revolutionär, MdR, Mitbegründer und Vorsitzender der KPD
- 1872: Richard Willstätter, deutscher Chemiker
- 1873: Józef Haller, polnischer General, Minister der polnischen Exilregierung
- 1873: Christian Georgijewitsch Rakowski, bulgarischer Revolutionär und sowjetischer Politiker
- 1874: David Josef Bach, österreichischer Musikschriftsteller und Journalist

#### 1876–1900
- 1877: Julia Löhr, Schwester von Heinrich und Thomas Mann
- 1877: Francisc Șirato, rumänischer Maler

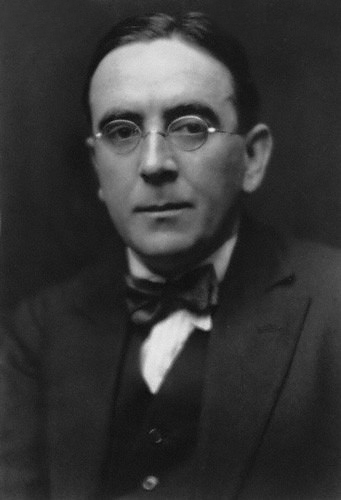
John Ireland (* 1879)

- 1879: John Ireland, britischer Komponist
- 1882: Jean Blake Coulthard, kanadische Pianistin und Musikpädagogin
- 1883: Gustav Zindel, deutscher Künstler

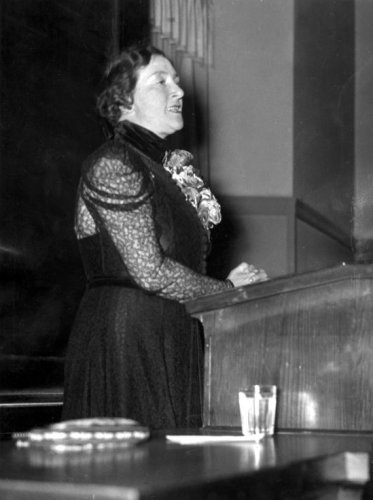
Jo van Ammers-Küller (* 1884)

- 1884: Jo van Ammers-Küller, niederländische Schriftstellerin
- 1884: Albert Kallee, deutscher Jurist
- 1885: Hans Koopmann, deutscher Mediziner und Hochschullehrer
- 1886: Dorothee Theopold, deutsche Schriftstellerin
- 1887: Walter Granzow, deutscher Gutsbesitzer, Partei- und Bankfunktionär, Politiker und SS-Angehöriger, MdL, Ministerpräsident von Mecklenburg-Schwerin, MdR
- 1887: Otton Marcin Nikodým, polnischer Mathematiker
- 1887: Jules Pasdeloup, französischer Dirigent
- 1888: John Logie Baird, britischer Techniker, Fernsehpionier
- 1888: Johannes Meyer, deutscher Drehbuchautor und Filmregisseur
- 1889: Géo André, französischer Leichtathlet, Olympiamedaillengewinner
- 1889: Christopher Nevinson, britischer Maler
- 1890: Alfred Ahner, deutscher Maler und Zeichner
- 1890: Josef Fučík, tschechischer Maler
- 1890: Friedrich Ernst Peters, deutscher Schriftsteller
- 1890ː Ellen Osiier, dänische Fechterin

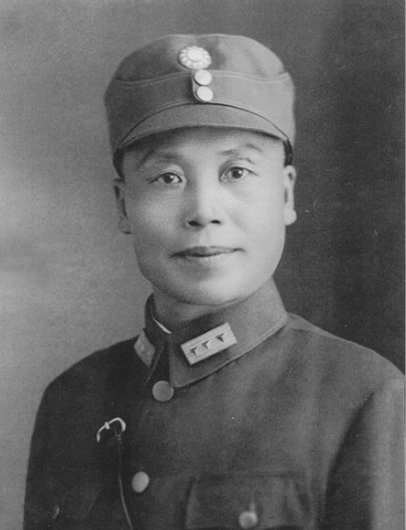
Li Zongren (* 1890)

- 1890: Li Zongren, chinesischer General und Politiker, Vizepräsident
- 1891: Assar Gabrielsson, schwedischer Autoindustrieller
- 1891: Reinold von Thadden, deutscher Theologe
- 1892: Duncan Currie, schottischer Fußballspieler
- 1893: Constantin Brăiloiu, rumänischer Komponist und Musikethnologe
- 1893: Heinz Paul, deutscher Filmregisseur
- 1894: Paul Blobel, deutscher Architekt und SS-Offizier, Führer von Sonderkommandos und Einsatzgruppen, Kriegsverbrecher
- 1894: Jenő Konrád, ungarischer Fußballspieler und -trainer
- 1895: Sam Taylor, US-amerikanischer Filmregisseur, Drehbuchautor und Produzent
- 1896: Eleonora Rozanek, deutsche Malerin und Karikaturistin
- 1896: Rudolf Schmundt, deutscher General, Chefadjutant der Wehrmacht bei Adolf Hitler, Leiter des Heerespersonalamts
- 1898: Emile Mary, französischer Automobilrennfahrer
- 1899: Jacques de Francony, französischer Flieger und Automobilrennfahrer
- 1899: Alfred Hitchcock, britischer Filmregisseur und Produzent
- 1899: Elizabeth Wiskemann, britische Historikerin und Journalistin
- 1900: Eric Martin, Schweizer Arzt und Wissenschaftler
- 1900: Paul Strecker, deutscher Bühnenbildner

### 20. Jahrhundert

#### 1901–1925
- 1902: Georges Aeby, Schweizer Komponist und Professor

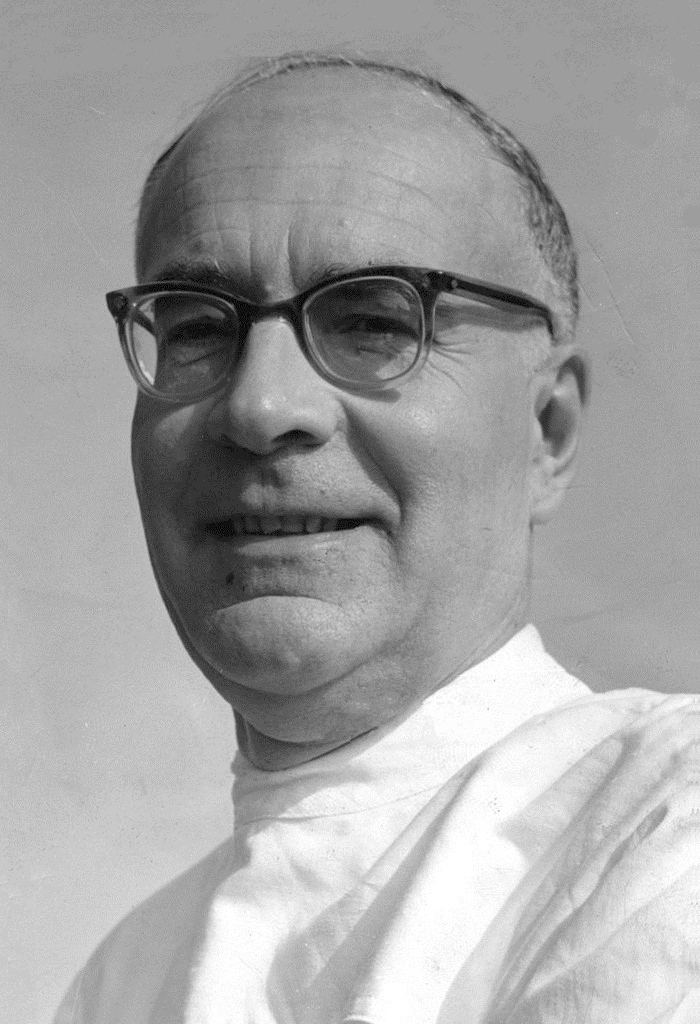
Felix Wankel (* 1902)

- 1902: Felix Wankel, deutscher Maschinenbauer, Erfinder des Wankelmotors
- 1902: Meta Wolff, deutsche Bühnenschauspielerin
- 1905: Friedrich Franz Bolle, deutscher Botaniker

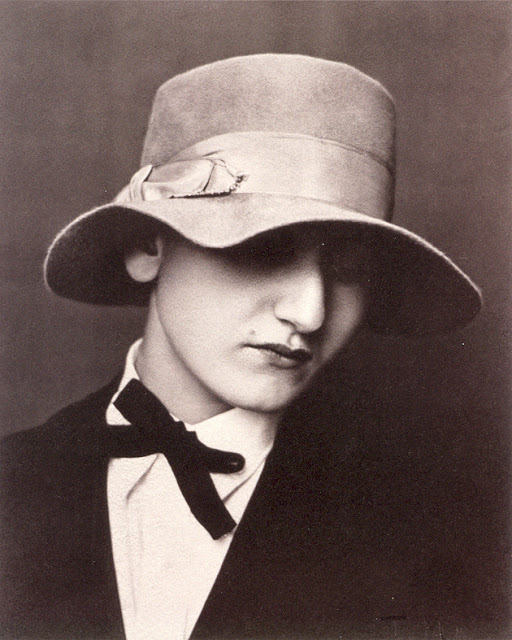
Anita Brenner (* 1905)

- 1905: Anita Brenner, mexikanisch-US-amerikanische Anthropologin, Kunstkritikerin, Historikerin, Kinderbuchautorin und Übersetzerin
- 1905: Franz Ziereis, deutscher Kommandant des KZ Mauthausen
- 1906: Hans Schaefer, deutscher Mediziner, Mitbegründer der Max-Planck-Gesellschaft
- 1907: Alfried Krupp von Bohlen und Halbach, deutscher Industrieller
- 1907: Erik Lundberg, schwedischer Volkswirt und Ökonom
- 1908: Willi Beuster, deutscher Politiker, MdB
- 1908: Kläre Bloch, deutsche Taxifahrerin und Fluchthelferin für NS-Verfolgte
- 1909: Wilhelmina von Bremen, US-amerikanische Leichtathletin
- 1909: Werner Otto, deutscher Unternehmer
- 1910: Gaston Chaissac, französischer Maler, Zeichner und Schriftsteller
- 1910: Said ibn Taimur, Sultan von Maskat und Oman

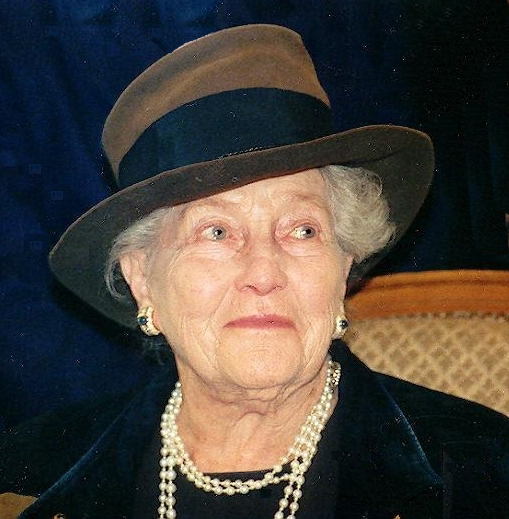
Isabelle d’Orléans-Bragance (* 1911)

- 1911: Isabelle d’Orléans-Bragance, französische Adlige
- 1911: Johannes Prassek, deutscher katholischer Priester, gehört zu den Lübecker Märtyrern
- 1912: Ben Hogan, US-amerikanischer Golfspieler
- 1912: Salvador Edward Luria, US-amerikanischer Mikrobiologe
- 1912: Edi Nägeli, Schweizer Fußballfunktionär
- 1913: Hulda Autenrieth-Gander, schweizerische Frauenrechtspionierin
- 1913: Anatol Bahatyrou, belarussischer Komponist
- 1913: Ladislav Holoubek, slowakischer Komponist und Dirigent tschechischer Herkunft
- 1913: Makarios III., Theologe und Erzbischof von Zypern, Staatspräsident
- 1915: Harry Angelman, britischer Kinderarzt mit dem Fachgebiet Neurologie
- 1917: Ulrich Hausmann, deutscher Archäologe
- 1918: Gertrude Kleinová, tschechische Tischtennisspielerin

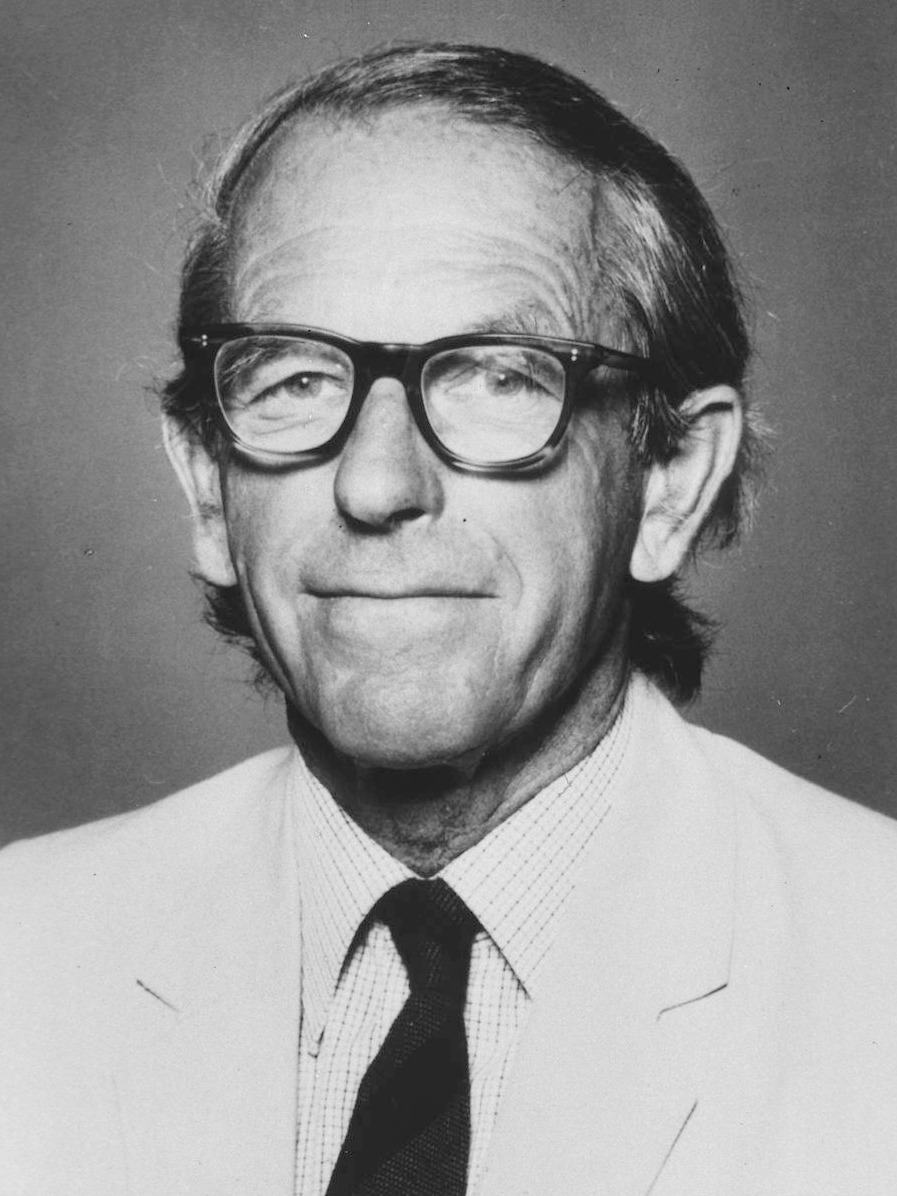
Frederick Sanger (* 1918)

- 1918: Frederick Sanger, britischer Biochemiker, zweifacher Nobelpreisträger
- 1919: Børre Falkum-Hansen, norwegischer Segler
- 1919: George Shearing, britischer Jazzpianist
- 1920: Jean Honoré, französischer Erzbischof von Tours und Kardinal
- 1921: Jimmy McCracklin, US-amerikanischer Musiker
- 1921: Engelbert Niebler, deutscher Jurist, Richter des Bundesverfassungsgerichts
- 1922: Helmut Lenders, deutscher Gewerkschaftssekretär und Politiker, MdB
- 1922: Jørgen Weel, dänischer Schauspieler
- 1924: Serafím Fernandes de Araújo, Brasilianer, Erzbischof von Belo Horizonte und Kardinal
- 1924: Gerhard Lenski, US-amerikanischer Soziologe
- 1924: Ursula Peter, deutsche Gitarristin und Professorin an der Hochschule für Musik Franz Liszt Weimar
- 1924: Meta Velander, schwedische Schauspielerin
- 1925: Fritz Pirkl, deutscher Psychologe und Politiker, MdL, Landesminister, MdEP
- 1925: Elisabeth Urbancic, österreichische Kostümbildnerin und Bühnenbildnerin

#### 1926–1950
- 1926: Norris Bowden, kanadischer Eiskunstläufer

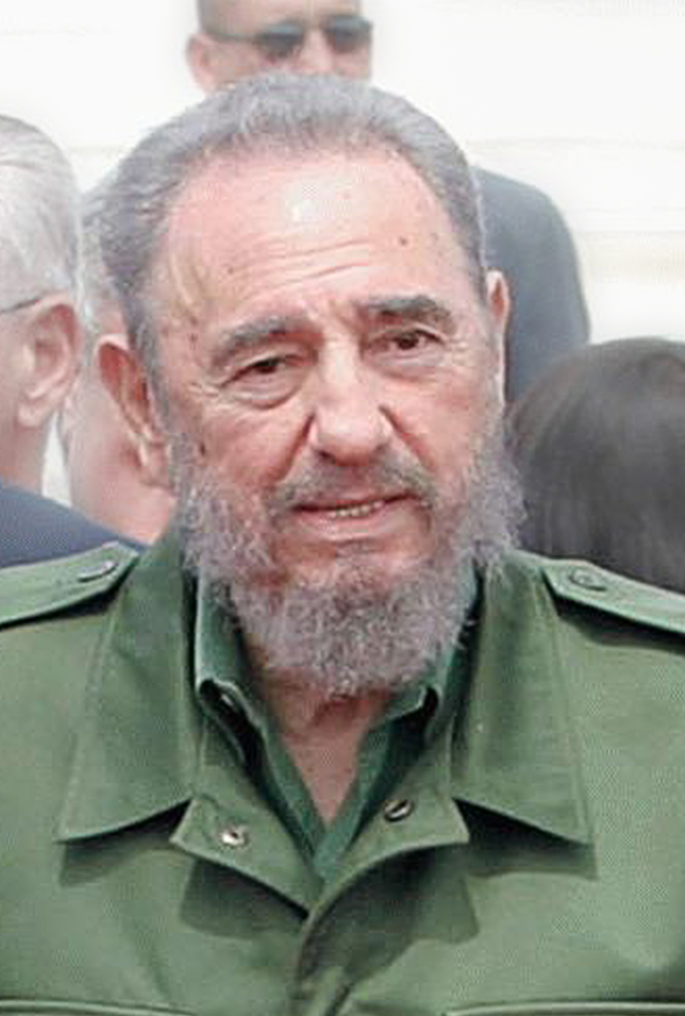
Fidel Castro (* 1926)

- 1926: Fidel Castro, kubanischer Revolutionär, Regierungschef und Präsident mit diktatorischem Führungsanspruch
- 1927: Dietrich Falke, deutscher medizinischer Mikrobiologe und Professor
- 1927: Hansjürgen Müller-Beck, deutscher Prähistoriker
- 1929: Augustyn Bloch, polnischer Komponist und Organist
- 1929: Jutta Damme, deutsche Malerin und Grafikerin
- 1929: Hellmut Diwald, deutscher Historiker und Publizist
- 1929: Hans Raffée, deutscher Hochschullehrer und Betriebswirtschaftler
- 1930: Margarethe Bence, US-amerikanische Opern- und Konzertsängerin
- 1930: Herbert Gauls, deutscher Fotograf
- 1930: Heino Jürisalu, estnischer Komponist und Musikpädagoge
- 1931: Norman Read, neuseeländischer Leichtathlet, Olympiasieger
- 1932: Richard Allen, US-amerikanischer Sessionmusiker

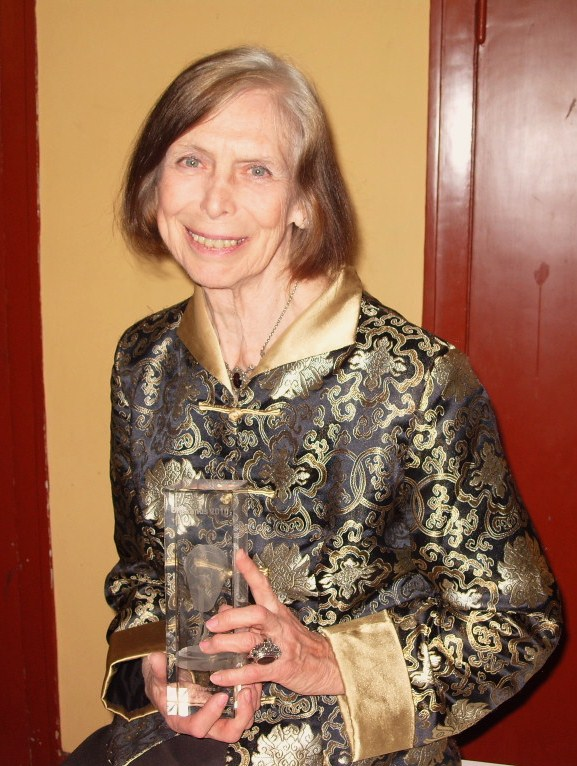
Dagmar von Kurmin (* 1933)

- 1933: Dagmar von Kurmin, deutsche Schauspielerin und Regisseurin
- 1933: Erika Wagner, deutsche Politikerin, MdL
- 1934: Karl Elsener, Schweizer Fußballspieler
- 1935: Friedrich-Ernst von Garnier, deutscher Grafiker und Industrie-Designer
- 1935: Konrad Hischier, Schweizer Skilangläufer
- 1935: Michael A. Roth, deutscher Industrieller und Fußballfunktionär
- 1936: Siegfried Kampl, österreichischer Politiker
- 1936: Marcio Veloz Maggiolo, dominikanischer Schriftsteller, Archäologe, Anthropologe, Diplomat und Politiker
- 1936: Vyjayantimala, indische Schauspielerin
- 1937: Liu Dehai, chinesischer Pipaspieler, Komponist und Musikpädagoge
- 1938: Lindiwe Mabuza, südafrikanischer Botschafter
- 1938: Serena Nanda, US-amerikanische Autorin und Anthropologin

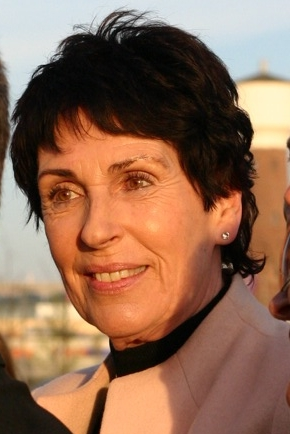
Erika Berger (* 1939)

- 1939: Erika Berger, deutsche Fernseh-Moderatorin und Sexberaterin
- 1939: Alfred Mechtersheimer, deutscher Friedensforscher und Sozialwissenschaftler
- 1940: Allen Blairman, US-amerikanischer Schlagzeuger des Modern Jazz
- 1940: Dirk Sager, deutscher Journalist
- 1941: Iosif Culineac, rumänischer Wasserballspieler
- 1941: Erin Fleming, kanadische Schauspielerin
- 1941: Chris Hanburger, US-amerikanischer American-Football-Spieler
- 1941: Henning Voscherau, deutscher Notar und Politiker
- 1942: Jean-Claude Andruet, französischer Rallyefahrer
- 1942: Mike Beuttler, britischer Automobilrennfahrer
- 1942: Pilar Mateos, spanische Autorin
- 1943: Paul Alger, deutscher Fußballspieler
- 1943: Wolfgang Engel, deutscher Theaterregisseur
- 1943: Robert Ernest Hall, US-amerikanischer Wirtschaftswissenschaftler
- 1943: Ertha Pascal-Trouillot, haitianische Juristin und Politikerin, Vorsitzende des Obersten Gerichts, Staatspräsidentin
- 1943: Walter Villa, italienischer Motorradrennfahrer
- 1944: Kevin Tighe, US-amerikanischer Schauspieler
- 1944: Adelheid Winking-Nikolay, deutsche Politikerin
- 1945: Sławoj Leszek Głódź, Pole, katholischer Erzbischof von Danzig
- 1945: Howard Marks, britischer Drogenhändler und Autor
- 1946: Divina Galica, britische Skirennläuferin und Automobilrennfahrerin
- 1946: Musa Gibril Bala Gaye, Außenminister Gambias
- 1947: Uschi Keszler, deutsche Eiskunstläuferin und Choreografin

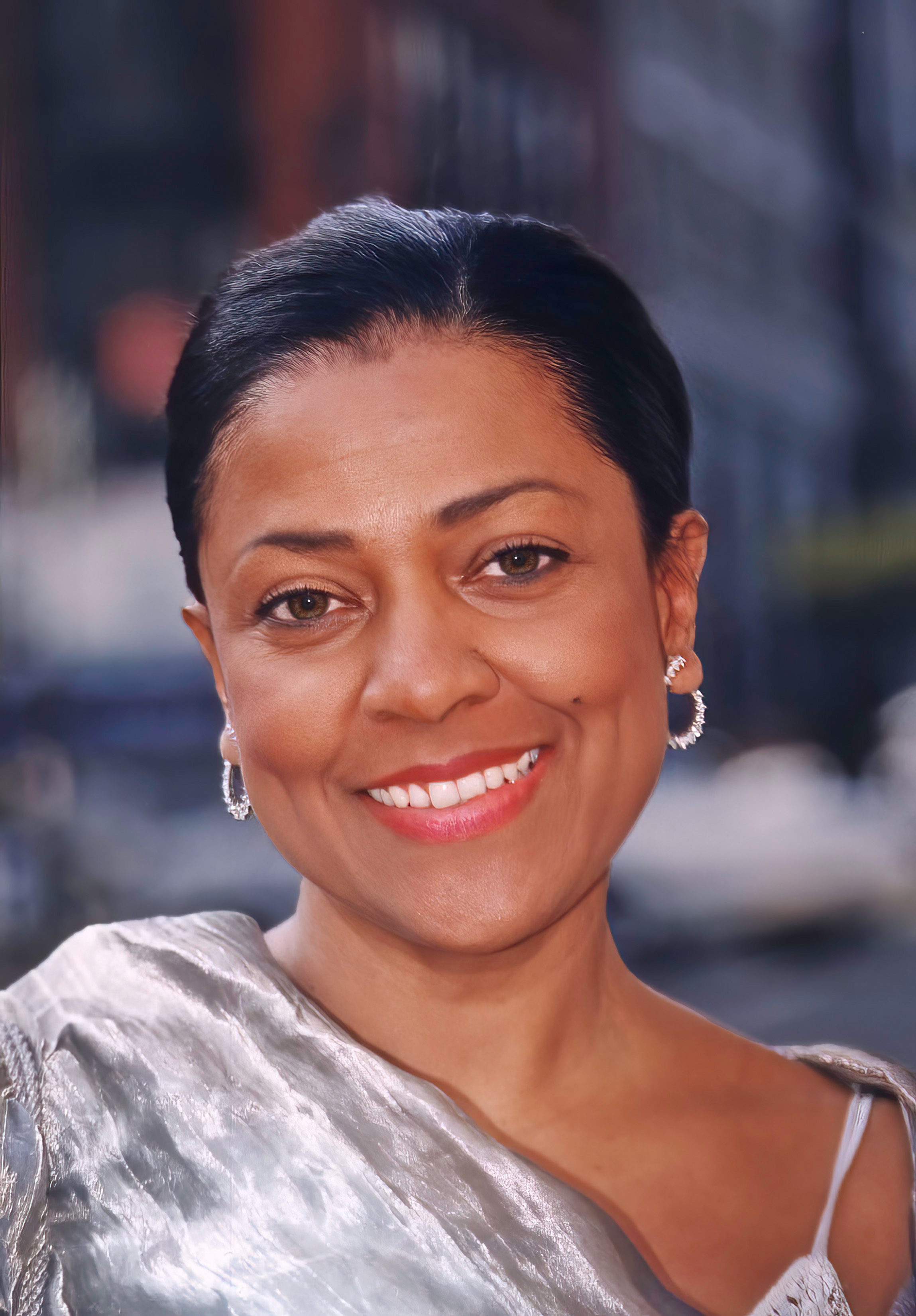
Kathleen Battle (* 1948)

- 1948: Kathleen Battle, US-amerikanische Sopranistin
- 1949: Bobby Clarke, kanadischer Eishockeyspieler
- 1949: Philippe Petit, französischer Hochseilartist
- 1949: Boschidar Spassow, bulgarischer Komponist, Geiger und Hochschuldozent
- 1949: Hans von Storch, deutscher Klimaforscher und Meteorologe
- 1950: Krzysztof Kolberger, polnischer Schauspieler
- 1950: Katsumi Yanagishima, japanischer Kameramann

#### 1951–1975

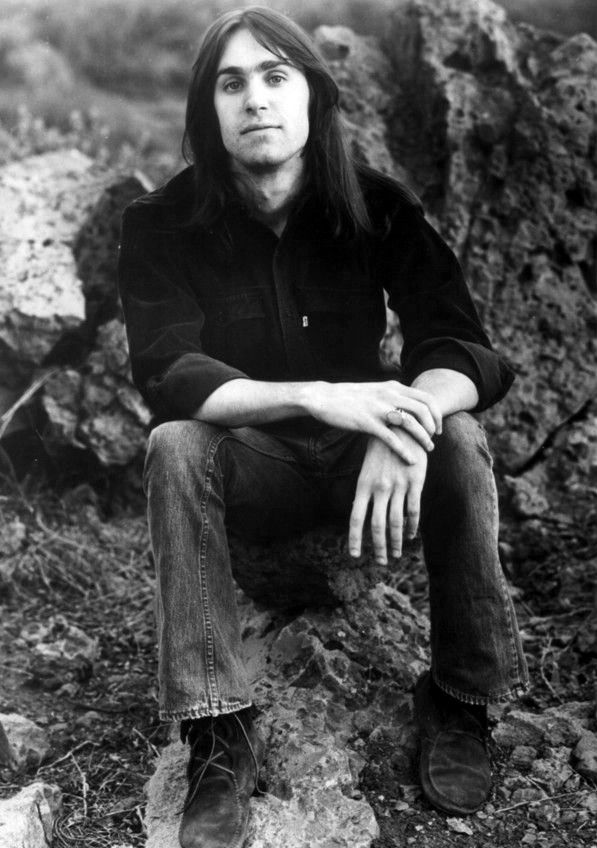
Dan Fogelberg (* 1951)

- 1951: Dan Fogelberg, US-amerikanischer Musiker, Sänger und Komponist
- 1951: Angelika Krüger-Leißner, deutsche Politikerin
- 1952: Bronisław Korfanty, polnischer Senator
- 1952: Herb Ritts, US-amerikanischer Fotograf
- 1953: Ronald G. Asch, deutscher Historiker
- 1953: Thomas Pogge, deutscher Professor für Philosophie
- 1954: Lincoln Diaz-Balart, US-amerikanischer Politiker
- 1954: Doris Hoch, deutsche Politikerin
- 1955: Heinz Faßmann, österreichischer Wissenschaftler und Politiker
- 1955: Hideo Fukuyama, japanischer Automobilrennfahrer
- 1955: Mulgrew Miller, US-amerikanischer Jazzpianist
- 1956: Richard Lenski, US-amerikanischer Biologe
- 1956: Marian Woronin, polnischer Leichtathlet
- 1957: Faisal ad-Dachil, kuwaitischer Fußballspieler
- 1957: János Szabó, ungarischer Motorradrennfahrer
- 1958: Feargal Sharkey, nordirischer Sänger
- 1958: Randall Shughart, US-amerikanischer Soldat
- 1959: Jürgen Beck, deutscher Handballspieler
- 1959: Thomas Ravelli, schwedischer Fußballspieler

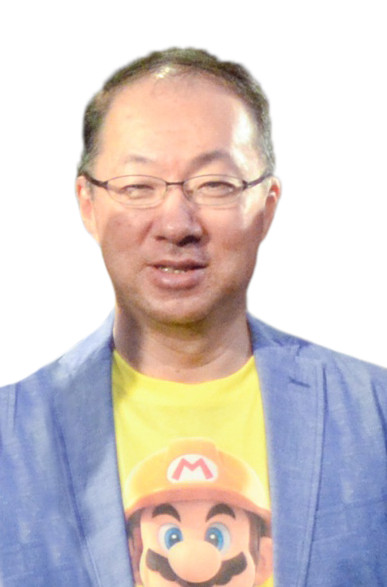
Kōji Kondō (* 1960)

- 1960: Kōji Kondō, japanischer Komponist
- 1960: Phil Taylor, englischer Dartspieler

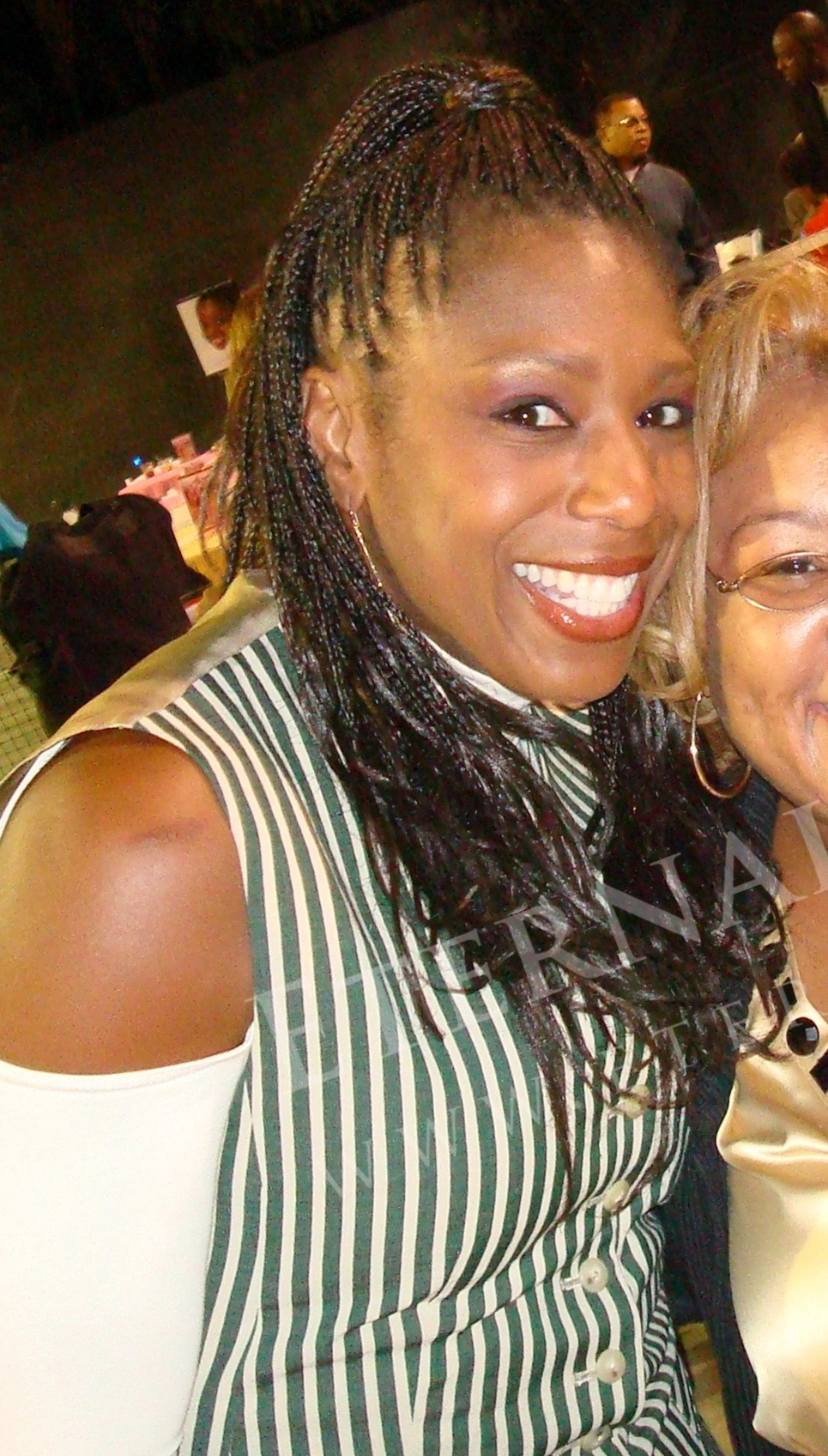
Dawnn Lewis (* 1961)

- 1961: Dawnn Lewis, US-amerikanische Schauspielerin und Synchronsprecherin
- 1961: Bettine Vriesekoop, niederländische Tischtennisspielerin
- 1962: Bernhard Helmich, deutscher Intendant
- 1962: John Slattery, US-amerikanischer Schauspieler
- 1962: Manuel Valls, französischer Politiker
- 1963: Ralf Goldkind, deutscher Musikproduzent und Musiker
- 1963: Édouard Michelin, französischer Manager
- 1964: Thomas Böhm, deutscher Theologe
- 1964: Hagen Boßdorf, deutscher Sportjournalist
- 1964: Susanne Geiger, deutsche Schriftstellerin
- 1964: Markus Graulich, deutscher Ordensgeistlicher und Kirchenrechtler
- 1964: Ian Haugland, schwedischer Rockmusiker
- 1964: Debi Mazar, US-amerikanische Schauspielerin
- 1964: Werner Neumann, deutscher Jazzgitarrist und Musikpädagoge
- 1964: Torsten Renz, deutscher Pädagoge und Politiker
- 1964: Otmar Szafnauer, rumänisch-US-amerikanischer Ingenieur
- 1964: Richard Vogel, tschechischer Tennisspieler und -trainer
- 1965: André Bodemann, deutscher Generalleutnant
- 1965: David Haneke, österreichischer Videodesigner, Regisseur und Kameramann
- 1965: Sebastian Ickrath, deutscher Maler und Grafiker
- 1965: Tino Loechelt, deutscher Fußballspieler
- 1965: Thomas Pawliczek, deutscher Biathlet und Biathlontrainer
- 1965: Andreas Ratzka, deutscher Schlagersänger
- 1966: Jens Bisky, deutscher Journalist und Buchautor
- 1966: Uta Glaubitz, deutsche Autorin
- 1967: Jeanine Áñez, bolivianische Politikerin, Präsidentin Boliviens

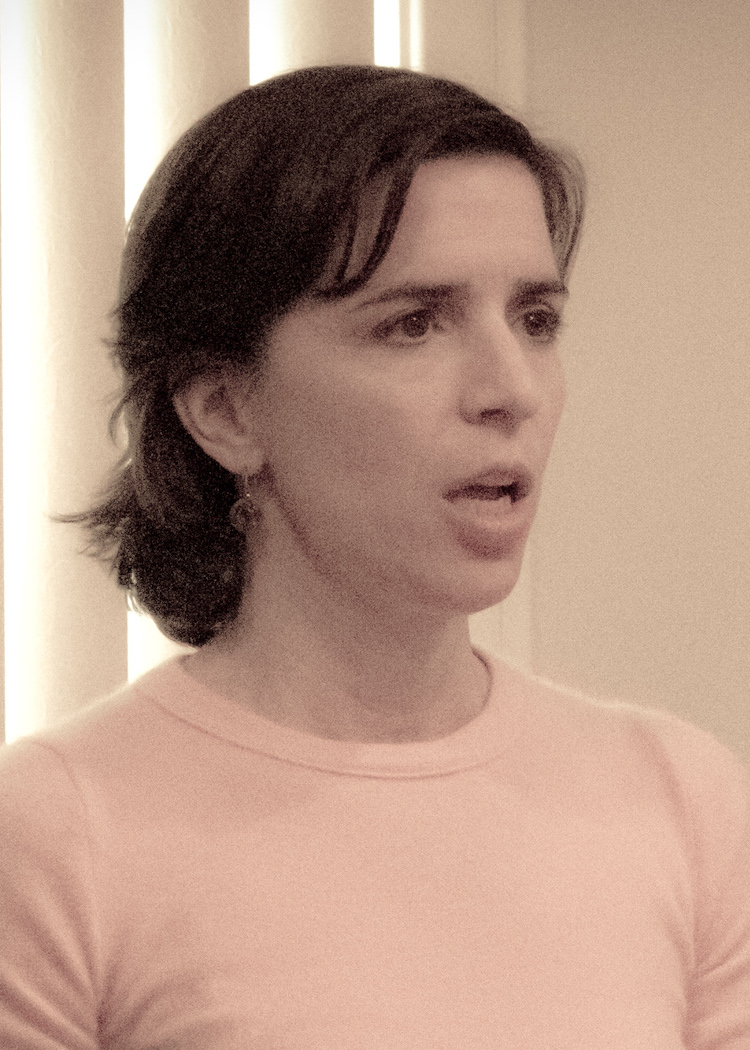
Quinn Cummings (* 1967)

- 1967: Quinn Cummings, US-amerikanische Filmschauspielerin
- 1968: Uwe Bindewald, deutscher Fußballspieler
- 1968: Stefan David Hummel, aus Deutschland gebürtiger österreichischer Komponist und Kulturmanager
- 1968: Jutta Nardenbach, deutsche Fußballspielerin
- 1969: Midori Itō, japanische Eiskunstläuferin
- 1969: Magdalena Martullo-Blocher, Schweizer Unternehmerin und Politikerin
- 1969: Ursus Wehrli, Schweizer Komiker und Kabarettist
- 1970: Sven Kmetsch, deutscher Fußballspieler
- 1970: Alan Shearer, englischer Fußballspieler
- 1971: Moritz Bleibtreu, deutscher Schauspieler
- 1971: Patrick Carpentier, kanadischer Automobilrennfahrer
- 1971: Heike Makatsch, deutsche Schauspielerin
- 1973: Brittany Andrews, US-amerikanische Pornodarstellerin
- 1974: Andreas Larsson, schwedischer Handballspieler
- 1974: Joe Perry, englischer Snookerspieler
- 1975: Shoaib Akhtar, pakistanischer Cricketspieler
- 1975: Ute Hamelmann, deutsche Cartoonistin und Bloggerin
- 1975: Sandra Steinbach, deutsche Schauspielerin
- 1975: Marty Turco, kanadischer Eishockeyspieler

#### 1976–2000
- 1976: Nicky Grant, schottische Fußballspielerin

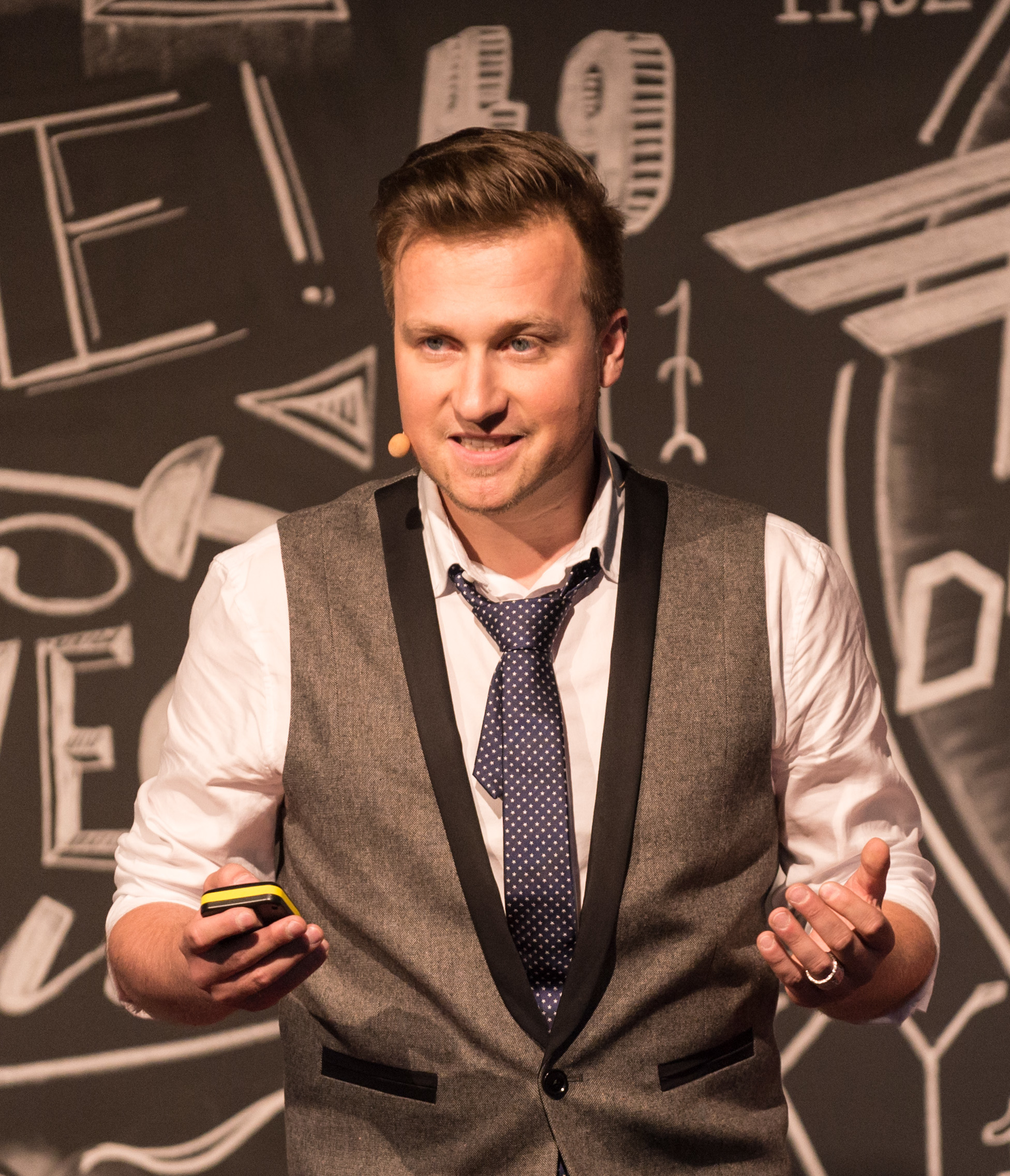
Edy Portman (* 1976)

- 1976: Edy Portmann, Schweizer Informatiker
- 1976: Roddy Woomble, britischer Sänger
- 1977: Amiaz Habtu, deutscher Moderator und Rapper
- 1977: Michael Klim, australischer Schwimmer
- 1978: Kevin Hansen, deutscher Fußballspieler
- 1978: Ján Kožiak, slowakischer Fußballspieler
- 1978: Benjamin Mwaruwari, simbabwischer Fußballspieler
- 1978: Moritz A. Sachs, deutscher Schauspieler
- 1979: Kasongo Bukasa, kongolesischer Fußballspieler
- 1979: Bledi Shkembi, albanischer Fußballspieler
- 1980: Sacha Margairaz, Schweizer Fußballspieler
- 1980: Justus Scharowsky, deutscher Hockeyspieler
- 1980: Daniel Schultheiß, deutscher Kommunikationswissenschaftler und Politiker
- 1981: Murat Akyüz, türkischer Fußballspieler
- 1982: Max Alberti, deutscher Musiker und Schauspieler
- 1982: Shani Davis, US-amerikanischer Eisschnellläufer
- 1982: Kaas, deutsch-polnischer Rapper

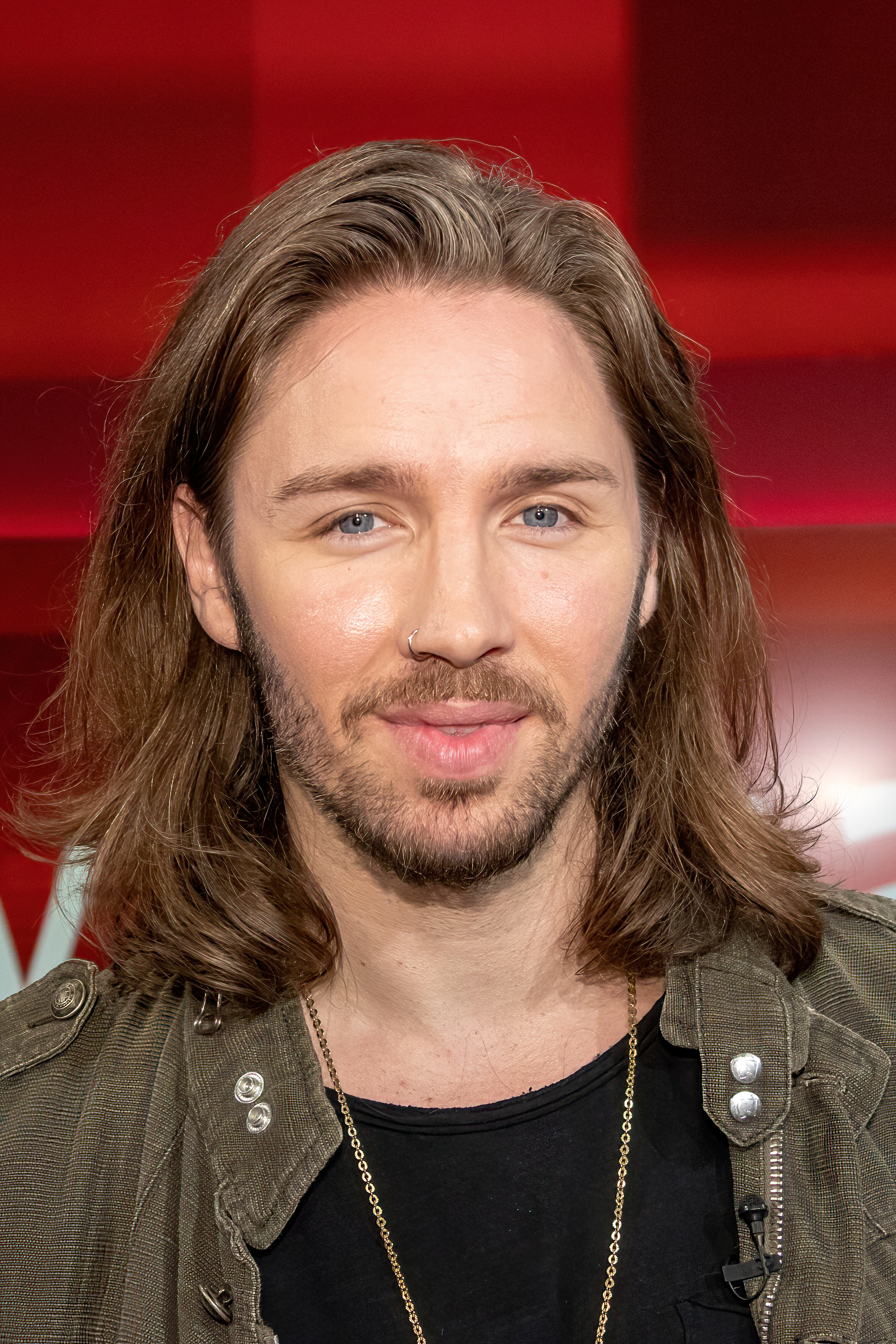
Gil Ofarim (* 1982)

- 1982: Gil Ofarim, deutscher Popmusiker
- 1983: Adrian Grygiel, deutscher Eishockeyspieler
- 1983: Bizzy Montana, deutscher Produzent und Rapper
- 1983: Thomas Schwall, US-amerikanischer Skispringer
- 1983: Sebastian Stan, US-amerikanischer Schauspieler
- 1984: Siobhan Byrne, irische Säbelfechterin
- 1984: Colin Fleming, britischer Tennisspieler
- 1984: Niko Kranjčar, kroatischer Fußballspieler
- 1984: James Morrison, britischer Sänger
- 1984: Heath Pearce, US-amerikanischer Fußballspieler
- 1985: Dominic Oduro, ghanaischer Fußballspieler
- 1985: Mattia Pasini, italienischer Motorradrennfahrer

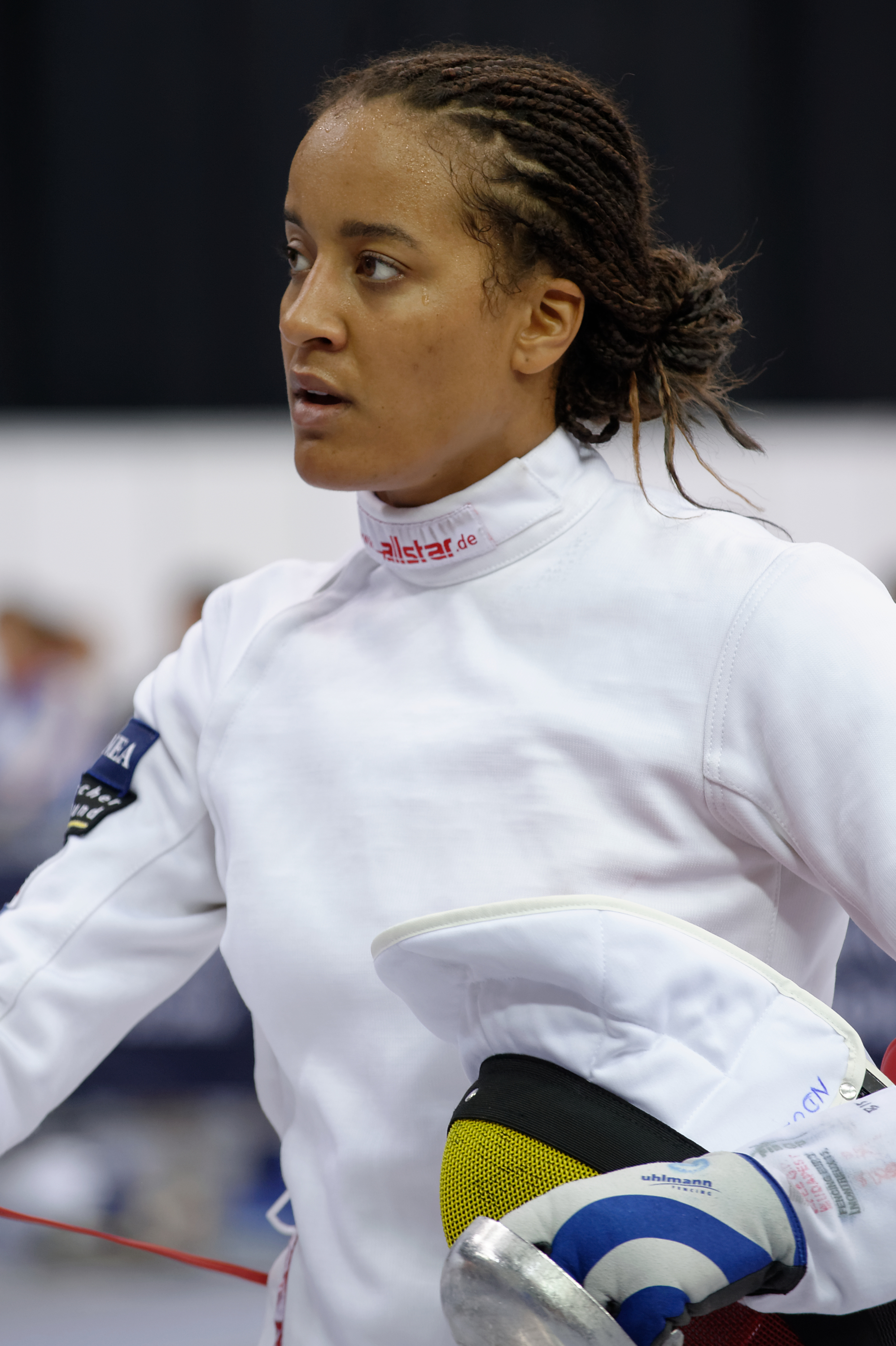
Alexandra Ndolo (* 1986)

- 1986: Alexandra Ndolo, deutsche Degenfechterin
- 1986: Élodie Thomis, französische Fußballspielerin
- 1987: Sebastian Benesch, deutscher Sportreporter
- 1987: Rafael Suzuki, brasilianischer Automobilrennfahrer
- 1988: Carlo Degen, deutscher Schauspieler
- 1988: Rick Geenen, niederländischer Fußballspieler
- 1988: Atle Pedersen Rønsen, norwegischer Skispringer
- 1990: DeMarcus Cousins, US-amerikanischer Basketballspieler
- 1990: Fabian Sagstetter, deutscher Faust- und Volleyballspieler
- 1990: Benjamin Stambouli, französischer Fußballspieler
- 1991: Niels Stein, deutscher Leichtathlet
- 1992: Lois Abbingh, niederländische Handballspielerin

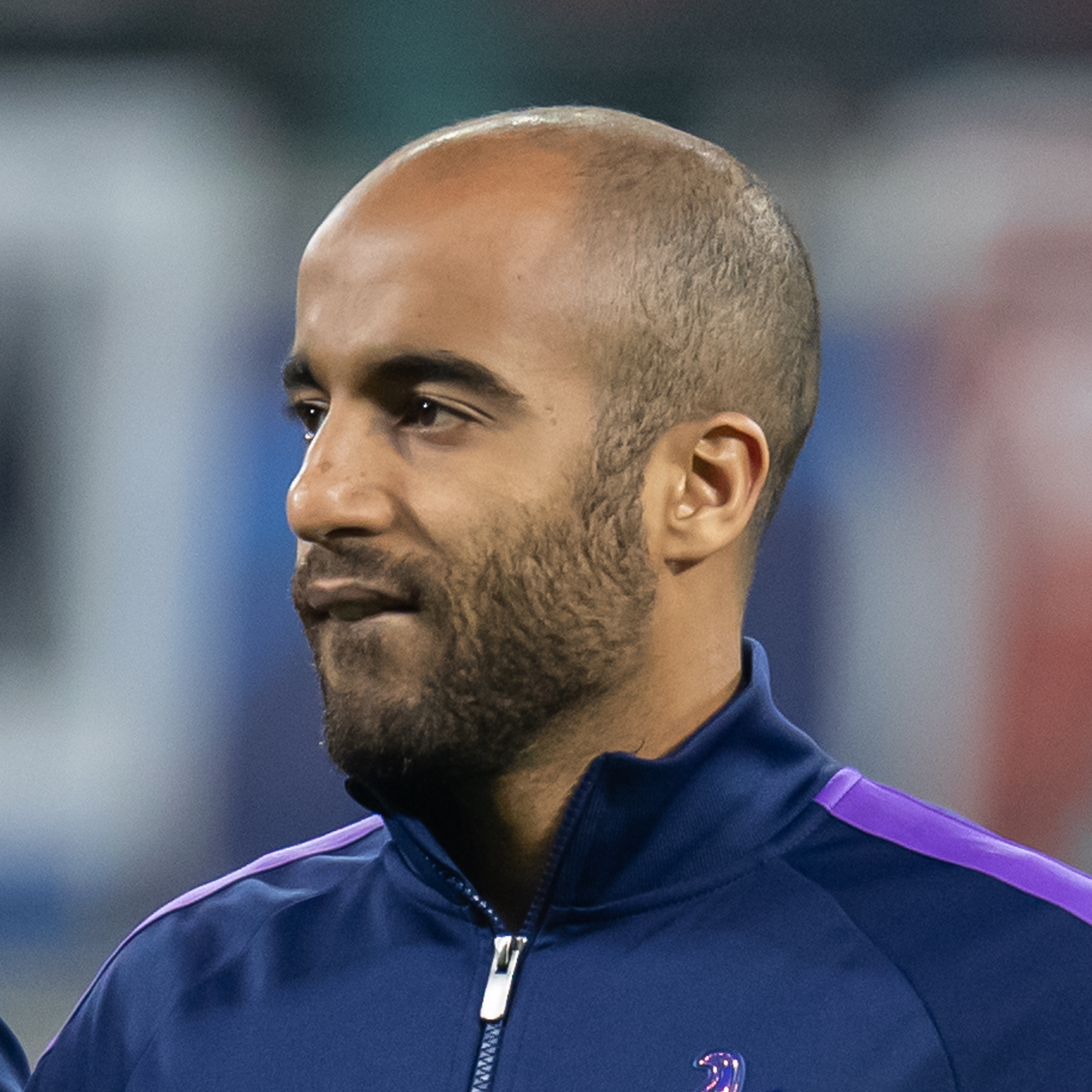
Lucas Moura (* 1992)

- 1992: Lucas Moura, brasilianischer Fußballspieler
- 1993: Jonas Folger, deutscher Motorradrennfahrer
- 1993: Andreas Žampa, slowakischer Skirennläufer

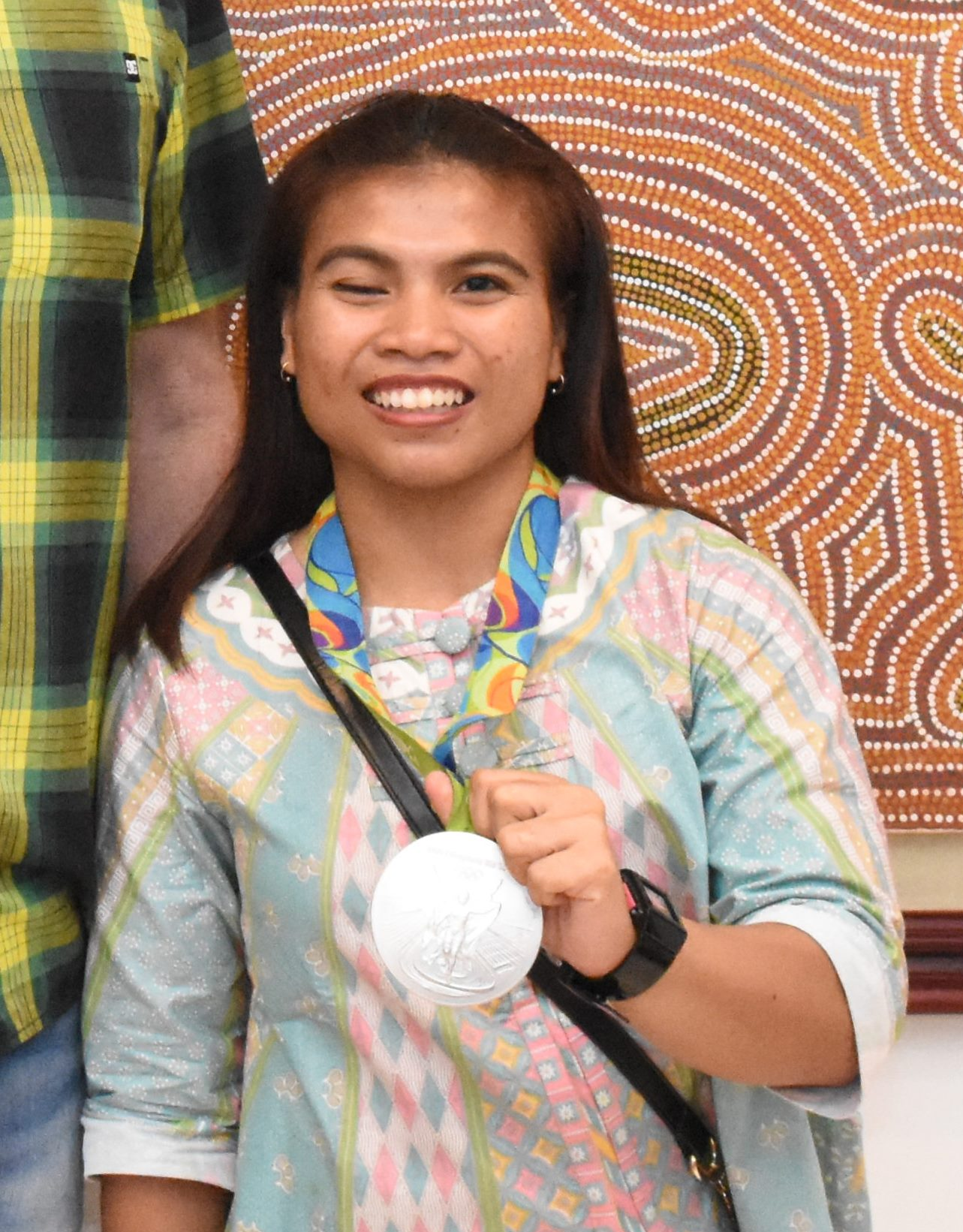
Sri Wahyuni Agustiani (* 1994)

- 1994: Sri Wahyuni Agustiani, indonesische Gewichtheberin
- 1994: Joaquín Correa, argentinischer Fußballspieler
- 1994: Wilhelm Herzog von Württemberg, deutscher Unternehmer, Oberhaupt des Hauses Württemberg
- 1995: Presnel Kimpembe, französisch-kongolesischer Fußballspieler
- 1995: John Ruuka, kiribatischer Sprinter
- 1996: Susan Külm, estnische Biathletin
- 1996: Ryan Meikle, englischer Dartspieler
- 1997: Pol Lirola, spanischer Fußballspieler
- 2000: Léa Mariage, deutsche Synchronsprecherin

## Gestorben

### Vor dem 17. Jahrhundert
- 0582: Tiberios I., oströmischer Kaiser

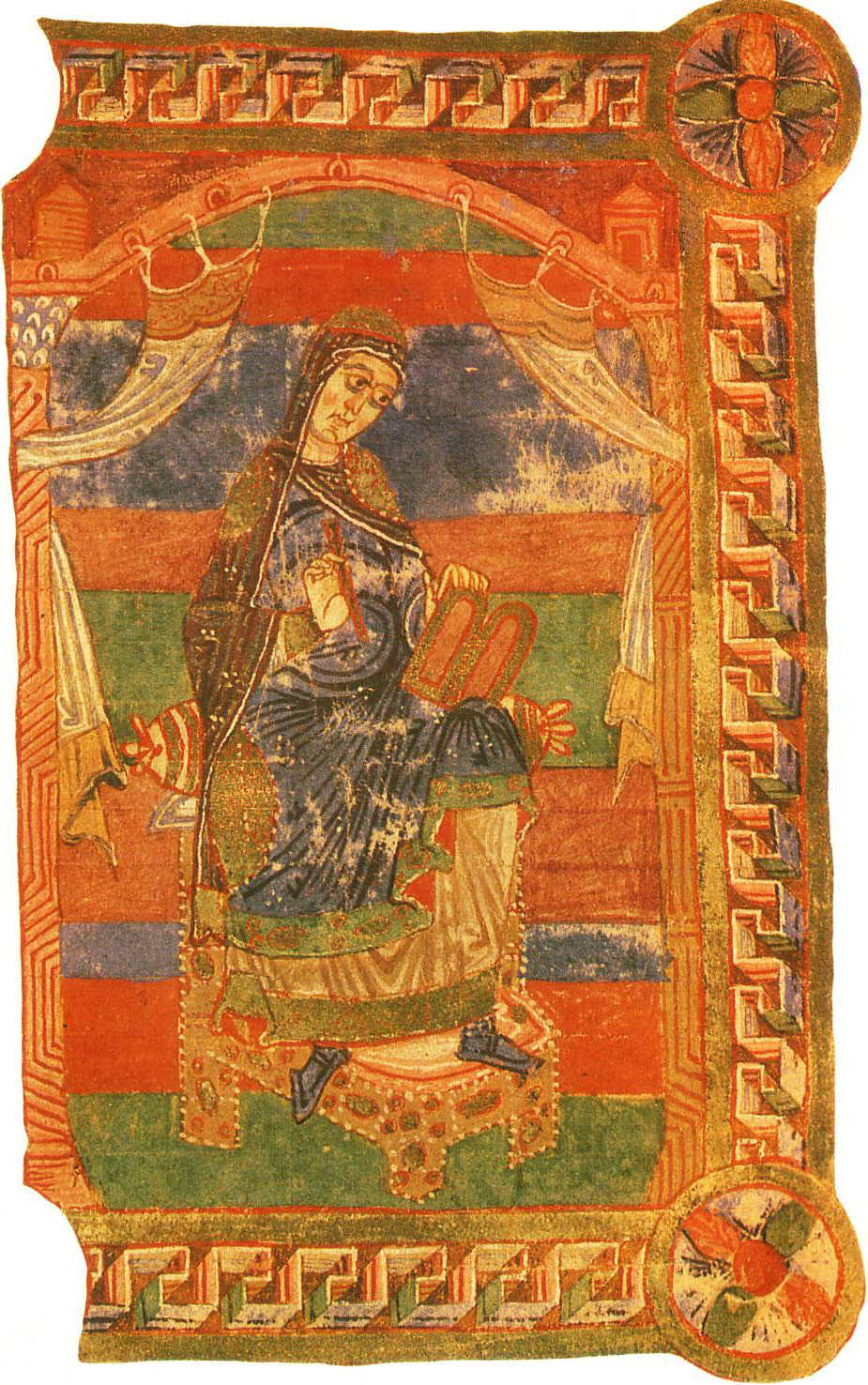
Radegunde († 587)

- 0587: Radegunde, Tochter König Berthachars
- 0662: Maximus Confessor, byzantinischer Theologe
- 0900: Zwentibold, König von Lotharingien
- 0908: al-Muktafi, Kalif der Abbasiden
- 0981: Gyeongjong, 5. König des koreanischen Königreichs Goryeo
- 0983: Ludolf, Abt von Corvey und Heiliger
- 1040: Eberhard I., erster Bischof von Bamberg
- 1134: Piroska von Ungarn, orthodoxe Heilige und byzantinische Kaiserin
- 1163: Gerold von Oldenburg, Bischof von Oldenburg in Holstein
- 1191: Philipp I. von Heinsberg, Erzbischof des Erzbistums Köln und Erzkanzler von Italien
- 1219: Gerhard I., Bischof von Osnabrück und Erzbischof von Hamburg-Bremen
- 1295: Heinrich von Brettach, deutscher Ritter

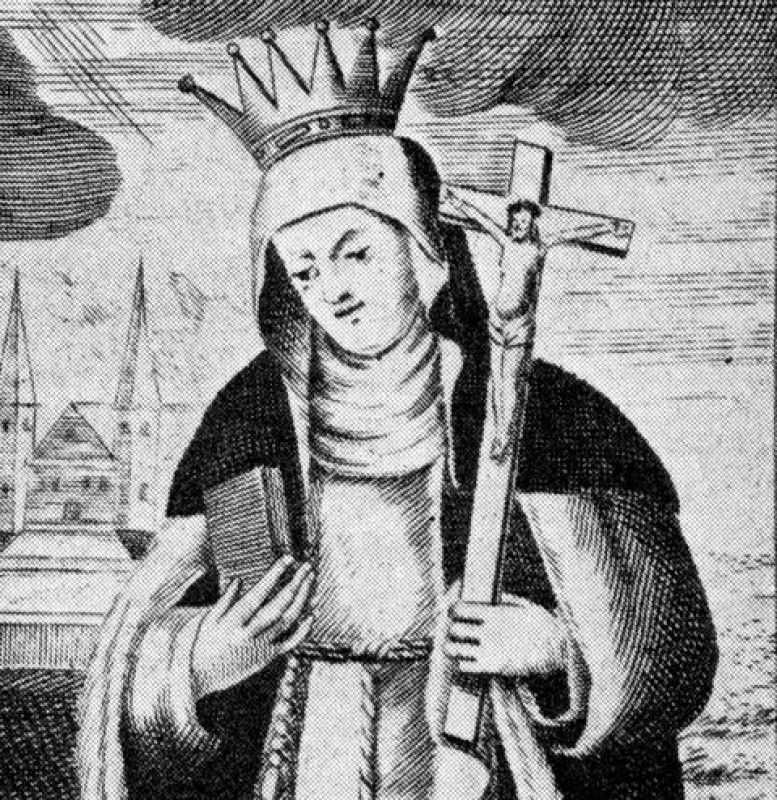
Gertrud von Altenberg († 1297)

- 1297: Gertrud von Altenberg, katholische Selige und Prämonstratenserin
- 1307: Leon IV., König von Armenien
- 1311: Pietro Gradenigo, 49. Doge von Venedig
- 1344: Albert von Anfeld, Abt von Ebrach
- 1345: Rolando de’ Rossi, italienischer Condottiere, Herr von Parma, Lucca, Cremona, Fidenza und Pontremoli
- 1403: Smil Flaška von Pardubitz, tschechischer Adliger und Schriftsteller
- 1431: Violante von Bar, Königin von Aragón
- 1438: Johannes Nider, deutscher Dominikaner
- 1447: Filippo Maria Visconti, Regent von Pavia und Herzog von Mailand
- 1449: Ludwig IV., Kurfürst von der Pfalz
- 1466: Ital Reding der Jüngere, Schwyzer Landammann und Hauptmann im Alten Zürichkrieg
- 1523: Gerard David, niederländischer Maler
- 1540: Reinhard von Leiningen-Westerburg, katholischer Geistlicher und Domdekan in Köln
- 1595: Charles-Emmanuel de Savoie-Nemours, Herzog von Genf und Nemours

### 17./18. Jahrhundert

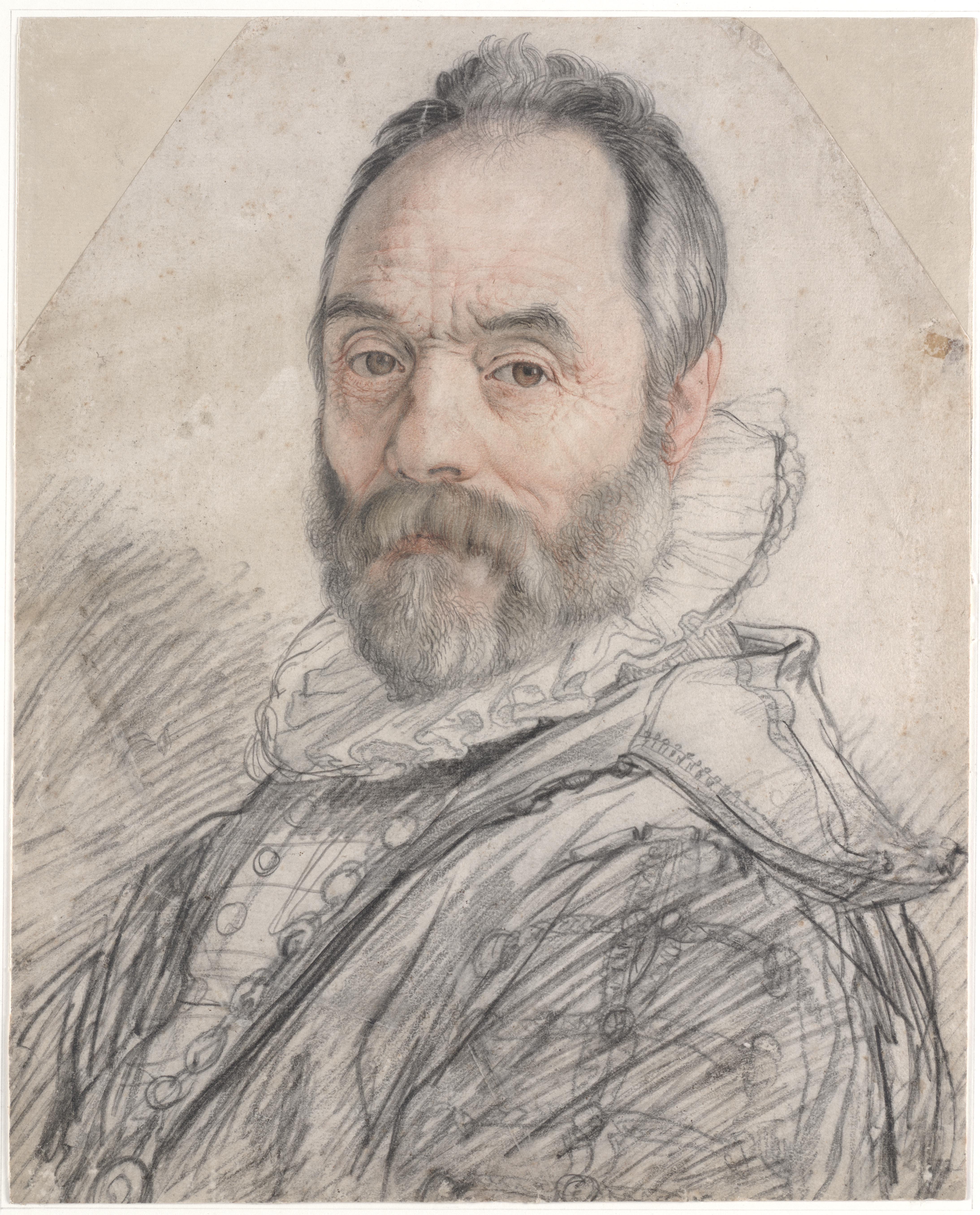
Giovanni da Bologna († 1608)

- 1608: Giovanni da Bologna, flämisch-italienischer Bildhauer
- 1621: Jan Berchmans, belgischer Jesuit
- 1626: Maria von Braunschweig-Wolfenbüttel, Herzogin von Sachsen-Lauenburg
- 1626: Johannes Winckelmann, deutscher lutherischer Theologe
- 1639: Walter Aston, 1. Lord Aston of Forfar, englisch-schottischer Adliger und Diplomat
- 1661: Giovan Francesco Loredan, italienischer Schriftsteller
- 1667: Margarete Elisabeth von Leiningen-Westerburg, Gräfin von Leiningen und Regentin der Landgrafschaft Hessen-Homburg
- 1673: Caspar Wittich, deutscher Unternehmer und Hammerherr
- 1689: Maximilian, Fürst von Hohenzollern-Sigmaringen
- 1694: Christian Donati, deutscher Logiker
- 1699: Marco d’Aviano, Kapuziner, Prediger, Seliger
- 1702: Jobst Edmund von Brabeck, Fürstbischof von Hildesheim
- 1713: Anna Maria Braun, deutsche Malerin, Medailleurin und Wachsbossiererin
- 1726: Anthoni Schoonjans, flämischer Maler

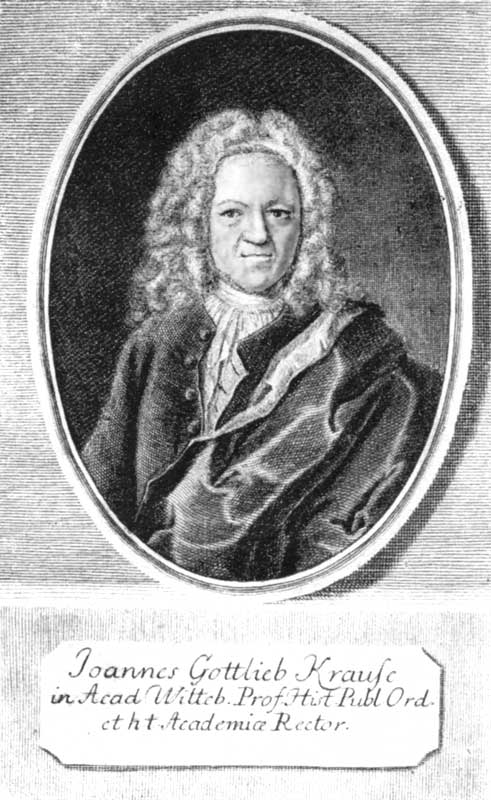
Johann Gottlieb Kraus († 1736)

- 1736: Johann Gottlieb Kraus, deutscher Historiker und Rhetoriker
- 1741. Maria Christine Koch, deutsche Dichterin
- 1745: Ernst Friedrich II., Herzog von Sachsen-Hildburghausen
- 1746: Israel Traugott Garmann, sächsischer evangelisch-lutherischer Theologe, Pastor und Magister
- 1749: Johann Elias Schlegel, deutscher Dichter, Jurist und Dichtungstheoretiker
- 1750: Leonhard von Beauvryé, preußischer Generalmajor sowie Erbauer und Namensgeber des „Palais Beauvryé“ in Berlin
- 1756: Antoine Maurice der Ältere, französisch-schweizerischer evangelischer Geistlicher und Hochschullehrer
- 1758: Hekimoğlu Ali Pascha, Großwesir des Osmanischen Reiches
- 1771: Joachim Arndt Saltzmann, königlicher Hofgärtner im Schloss Charlottenburg
- 1775: Michał Fryderyk Czartoryski, Großkanzler von Litauen
- 1784: Jean François Clément Morand, französischer Chemiker, Mineraloge und Mediziner
- 1789: Johann Arnold von Schönheim, Domherr in Köln und Offizial des Erzbistums Köln
- 1799: Wassili Iwanowitsch Baschenow, russischer Architekt und Maler

### 19. Jahrhundert
- 1805: Christian Gottlob Langwagen, deutscher Architekt und Braunschweiger Hofbaumeister
- 1809: Marc-Antoine Berdolet, französischer katholischer Priester und Bischof von Aachen

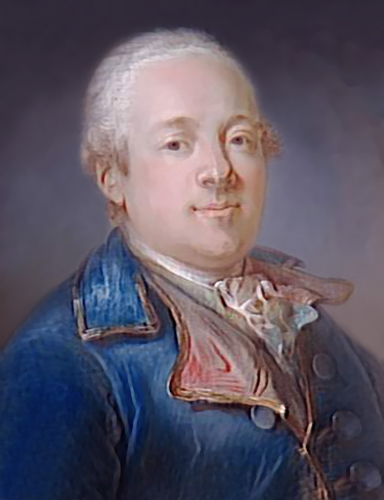
Jacques-François Menou († 1810)

- 1810: Jacques-François Menou, französischer General
- 1811: Hinrich Just Müller, deutscher Orgelbauer
- 1815: Friedrich August Wiedeburg, deutscher Pädagoge und Philologe
- 1822: Jean-Robert Argand, französischer Mathematiker
- 1826: René Laennec, französischer Arzt, Erfinder des Stethoskops
- 1838: Bernhard Gottlieb Denzel, deutscher Pädagoge
- 1841: Bernhard Romberg, deutscher Cellist und Komponist
- 1856: José María Estrada, Präsident von Nicaragua
- 1858: William G. Angel, US-amerikanischer Politiker
- 1861: Thomas Witlam Atkinson, englischer Reiseschriftsteller
- 1863: Eugène Delacroix, französischer Maler der Romantik
- 1865: Francisco de Paula de Borbón, Infant von Spanien
- 1865: Wilhelm Kiesewetter, deutscher Maler und Ethnograph

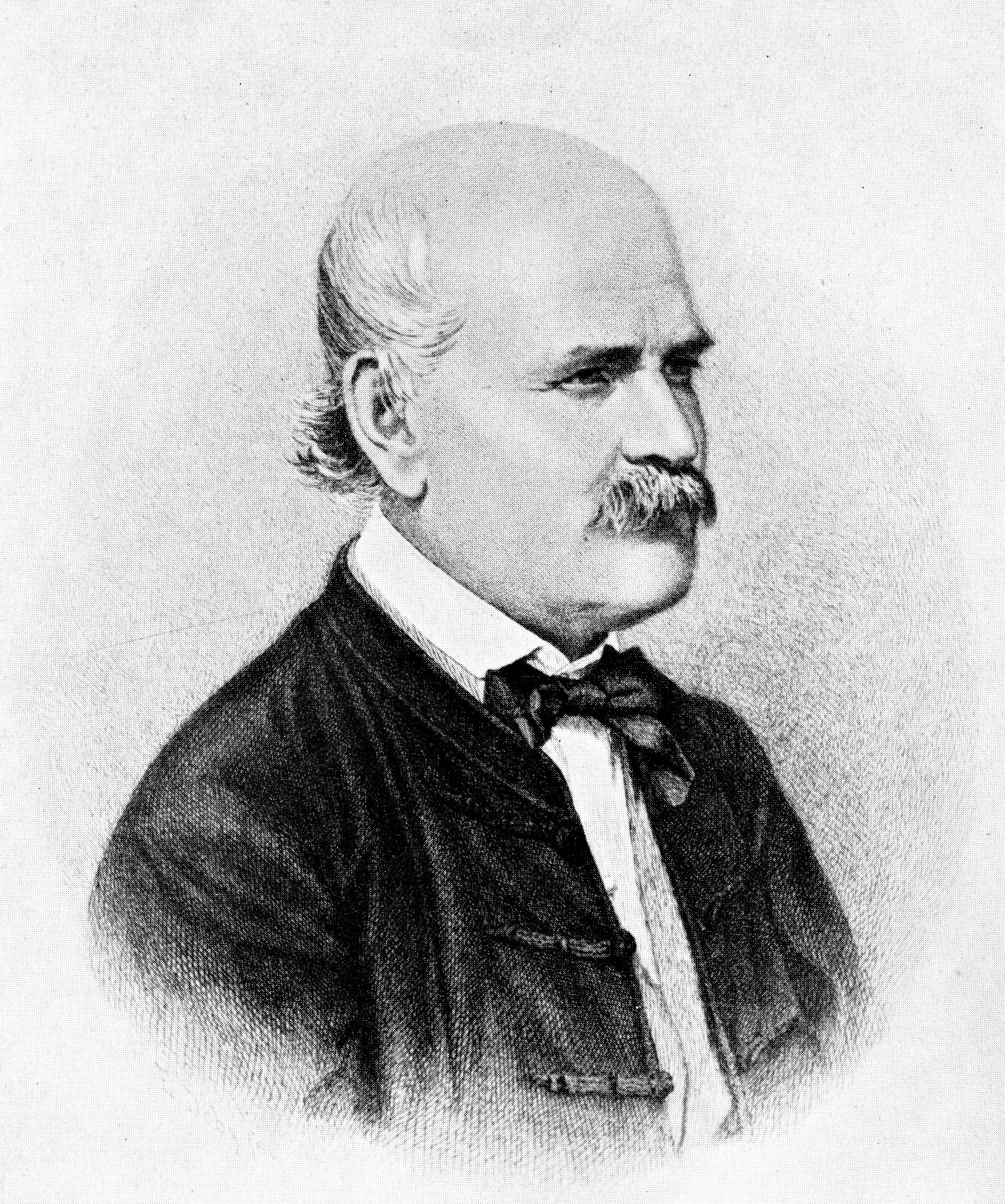
Ignaz Semmelweis († 1865)

- 1865: Ignaz Semmelweis, österreichischer Arzt und Hygiene-Pionier
- 1871: Joseph Alois von Attems-Heiligenkreuz, österreichischer Feldmarschalleutnant und Landkomtur des Deutschen Ordens
- 1873: Fritz Bamberger, deutscher Maler
- 1879: Heinrich Feistel, deutscher Jurist und Landtagspräsident
- 1882: William Stanley Jevons, englischer Ökonom
- 1884: Arthur Wellesley, 2. Duke of Wellington, britischer General
- 1895: Ludwig Abel, deutscher Violinist und Komponist
- 1895: Christian Bernhard Tauchnitz, deutscher Verleger und Pionier der Paperbacks
- 1896: John Everett Millais, britischer Maler
- 1896: Philipp Ludwig von Seidel, deutscher Mathematiker und Astronom
- 1897: Curt von Hagen, deutscher Kolonialbeamter
- 1898: Adrien Barthe, französischer Komponist
- 1899: Gustav von Mevissen, deutscher Politiker und Unternehmer
- 1899: Carl Heinrich Weizsäcker, deutscher evangelischer Theologe
- 1900: Collis P. Huntington, US-amerikanischer Eisenbahnmanager
- 1900: Wladimir Sergejewitsch Solowjow, russischer Religionsphilosoph und Dichter

### 20. Jahrhundert

#### 1901–1950
- 1902ː Meta Wolff, deutsche Bühnenschauspielerin, Opfer der Shoah
- 1906: Emil von Riedel, deutscher Politiker im bayerischen Staatsdienst
- 1907: Hermann Carl Vogel, deutscher Astronom und Physiker
- 1908: Ira D. Sankey, US-amerikanischer Sänger und Komponist von Erweckungsliedern

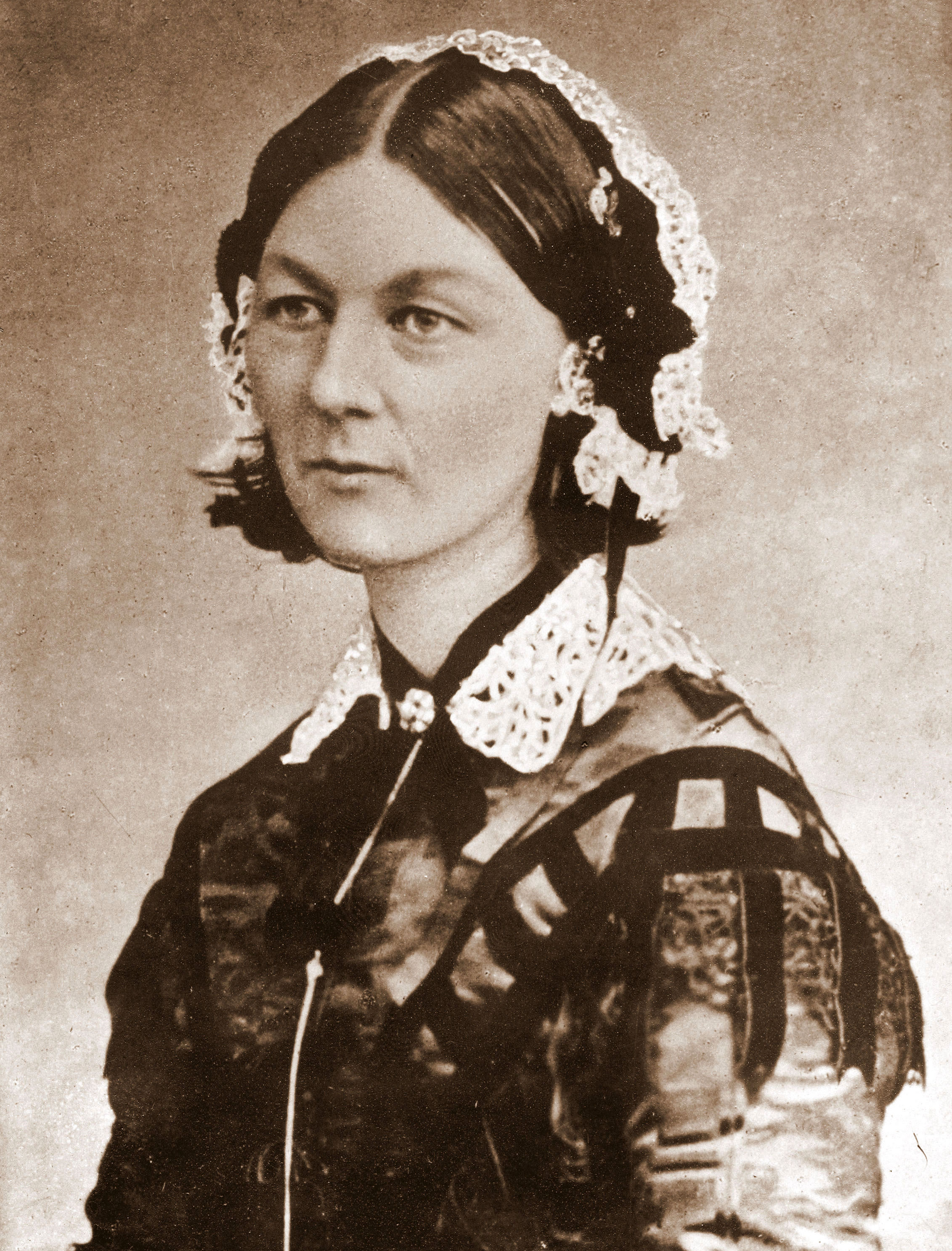
Florence Nightingale († 1910)

- 1910: Florence Nightingale, britische Krankenpflegerin, Pionierin der modernen Krankenpflege, Reformerin des britischen Sanitäts- und Gesundheitswesens
- 1912: Jules Massenet, französischer Opernkomponist
- 1913: Georg Arnould, deutscher Marine- und Armeemaler
- 1913: August Bebel, deutscher Politiker, Mitbegründer und Führer der sozialdemokratischen Arbeiterbewegung und der SPD, MdR
- 1914: Julius Carl Raschdorff, deutscher Baumeister
- 1915: George Joseph Smith, englischer Mörder
- 1916: Pierre de Ségur, französischer Schriftsteller
- 1917: Eduard Buchner, deutscher Chemiker
- 1921: Edvart Christensen, norwegischer Segler
- 1922: Rudolf Mönnich, deutscher Architekt
- 1922: Tom Turpin, US-amerikanischer Ragtime-Pianist und Komponist
- 1924: Julián Aguirre, argentinischer Komponist, Pianist und Musikpädagoge
- 1924: Max Thedy, deutscher Maler, Zeichner und Radierer

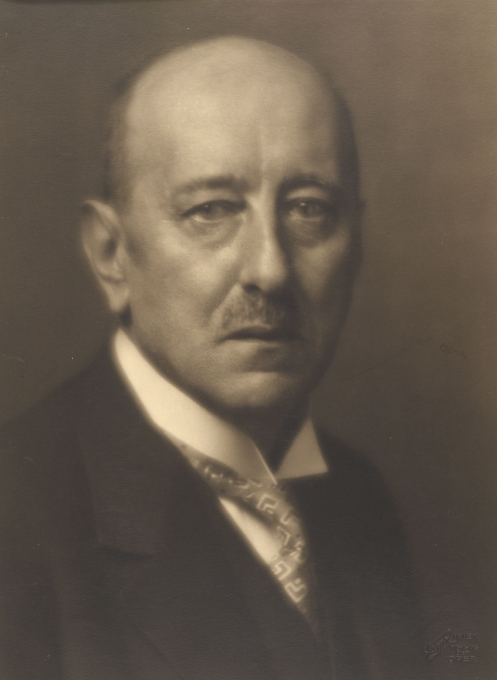
Hermann Abert († 1927)

- 1927: Hermann Abert, deutscher Musikgelehrter
- 1927: James Oliver Curwood, US-amerikanischer Schriftsteller
- 1927: Árpád Doppler, ungarisch-deutscher Komponist
- 1928: Wilhelm von Amann, preußischer General
- 1928: Fernand Charron, französischer Rad- und Automobilrennfahrer
- 1929: Eiler Theodor Lehn Schiøler, dänischer Bankier
- 1929: Paul Trautmann, deutscher Kommunalpolitiker, Oberbürgermeister von Frankfurt (Oder) und Braunschweig
- 1930: Michele Ceriana Mayneri, italienischer Politiker, Industrieller und Fußballspieler
- 1930: Jacobus Adrianus Cornelis van Leeuwen, niederländischer reformierter Theologe
- 1931: Moriz Schlachter, deutscher Bildhauer und Kirchenausstatter
- 1933: Paul Hillemacher, französischer Komponist und Pianist

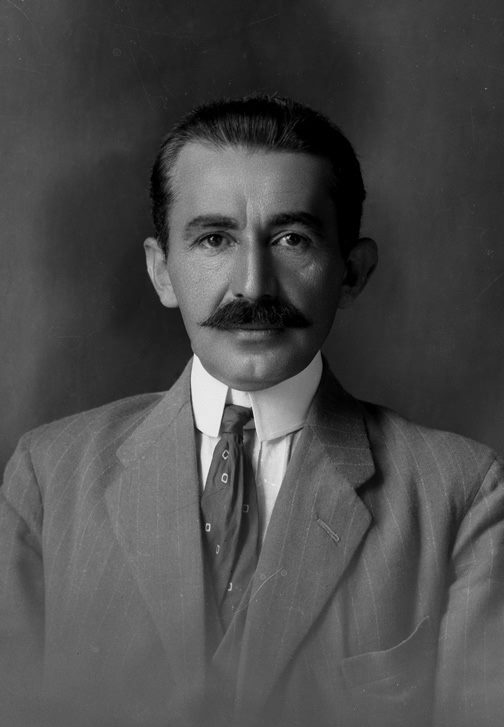
Hasan Bej Prishtina († 1933)

- 1933: Hasan Bej Prishtina, albanischer Politiker

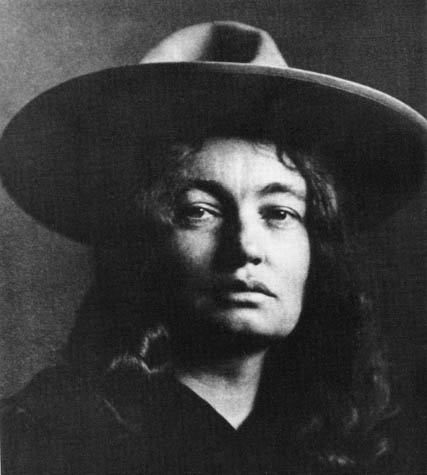
Mary Hunter Austin († 1934)

- 1934: Mary Hunter Austin, US-amerikanische Schriftstellerin und Dramatikerin
- 1936: Mathilde Battenberg, deutsche Malerin
- 1938: Václav Klement, tschechischer Industrieller und Autopionier
- 1939: Ludwig Hülgerth, österreichischer Militär und Politiker
- 1940: Henry Somer Gullett, australischer Politiker
- 1940: Brudenell White, australischer General
- 1942: Paul Richter, deutscher evangelischer Pfarrer, Widerstandskämpfer und Märtyrer
- 1943: Jakob Gapp, österreichischer Priester und Widerstandskämpfer
- 1944ː Ethel Lina White, britische Autorin von Romanen, die teilweise von Hitchcock verfilmt wurden
- 1945: Georges Berguer, Schweizer evangelischer Geistlicher und Hochschullehrer
- 1946: H. G. Wells, englischer Schriftsteller

#### 1951–1975
- 1951: Andreas Sprecher von Bernegg, Schweizer Pflanzenbauwissenschaftler
- 1952: Wilm Hosenfeld, deutscher Wehrmachtsoffizier, Gerechter unter den Völkern
- 1953: Paul Kemp, deutscher Schauspieler
- 1953: Eugen Täubler, deutscher Althistoriker
- 1954: Demetrius Constantine Dounis, griechischer Geiger und Musikpädagoge
- 1954: Hermann Wolfgang von Waltershausen, deutscher Komponist, Dirigent, Musikpädagoge und Musikschriftsteller

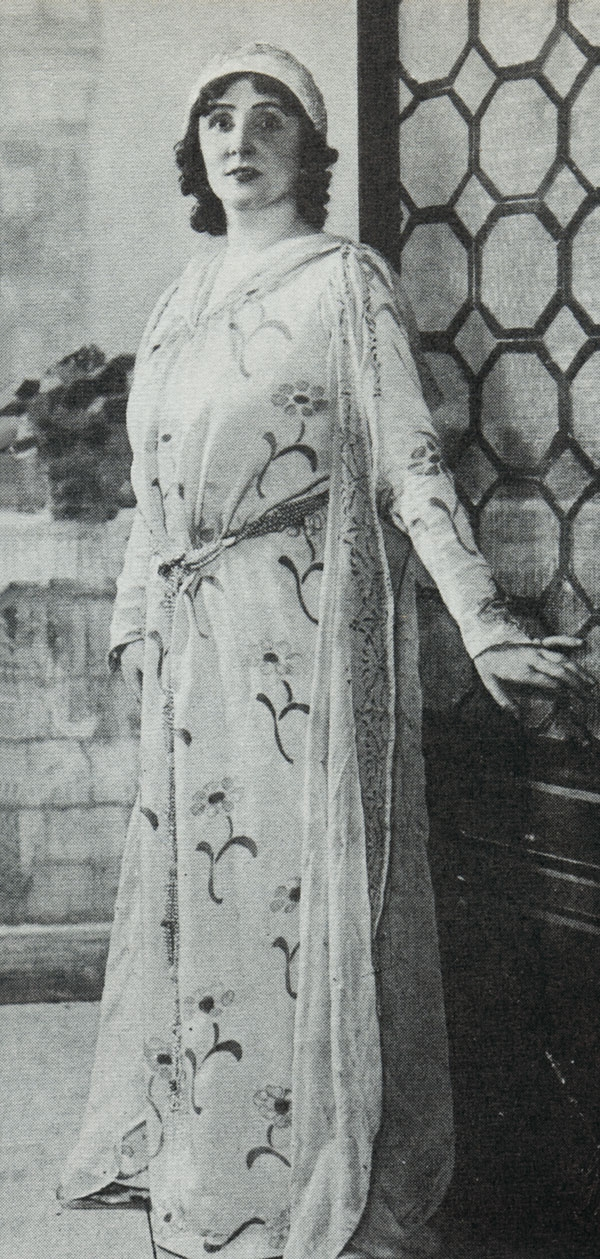
Florence Easton († 1955)

- 1955: Florence Easton, englische Sopranistin

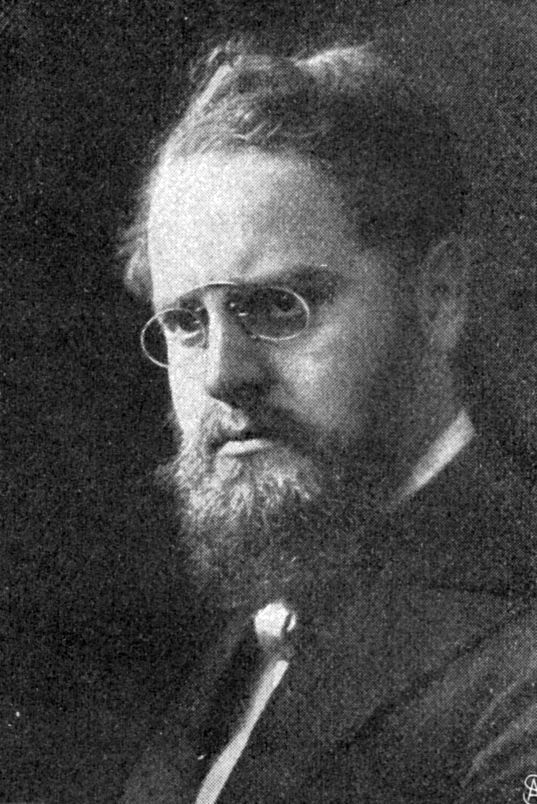
Wilhelm Kreis († 1955)

- 1955: Wilhelm Kreis, deutscher Architekt
- 1955: Lois Welzenbacher, österreichischer Architekt
- 1956: Jakub Kolas, belarussischer Dichter und Schriftsteller
- 1956: Hans-Hasso von Veltheim, deutscher Indologe, Anthroposoph und Weltreisender
- 1957: Julius Mössel, deutscher Künstler
- 1957: Carl Størmer, norwegischer Geophysiker und Mathematiker
- 1958: Valerio Abbondio, Schweizer Lehrer und Dichter
- 1966: Willi Heeks, deutscher Automobilrennfahrer
- 1967: Jane Darwell, US-amerikanische Filmschauspielerin, Oscar-Preisträgerin
- 1968: Øystein Ore, norwegischer Mathematiker
- 1968: Walter Schroeder, deutscher General
- 1969: Jacob do Bandolim, brasilianischer Mandolinist und Komponist
- 1969: Lilian Elkington, englische Komponistin, Pianistin und Organistin
- 1969: Nicolás Fasolino, argentinischer Geistlicher, Erzbischof von Santa Fe

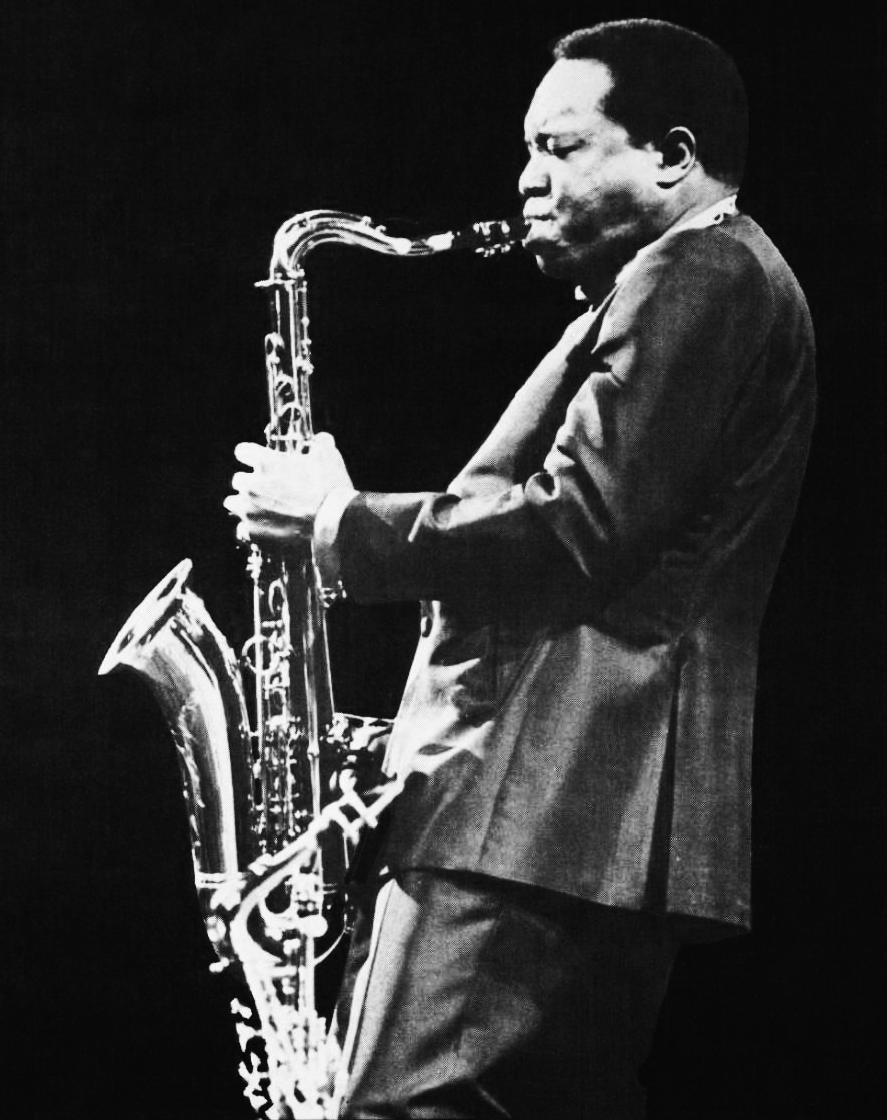
King Curtis († 1971)

- 1971: King Curtis, US-amerikanischer Musiker
- 1971: Barry Domvile, britischer Admiral
- 1972: Hans von Benda, deutscher Dirigent, Musikredakteur und Offizier
- 1974: Ernst Forsthoff, deutscher Staatsrechtler
- 1974: Kate O’Brien, irische Schriftstellerin
- 1974: Maria Ossowska, polnische Soziologin und Philosophin

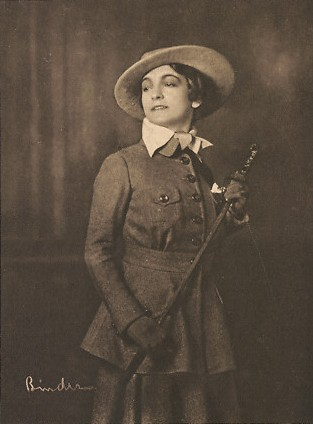
Eva Speyer († 1975)

- 1975: Eva Speyer, deutsche Schauspielerin

#### 1976–2000
- 1976: Viktor Tourjansky, ukrainischer Filmregisseur
- 1977: Fukunaga Takehiko, japanischer Schriftsteller und Übersetzer
- 1977: Henry Williamson, britischer Schriftsteller
- 1978: Humphrey Cook, britischer Automobilrennfahrer
- 1980: Emmy Eisenberg, österreichische Bergsteigerin
- 1980: Julius von Lautz, deutscher Politiker, saarländischer Landesminister
- 1982: Joe Tex, US-amerikanischer Sänger und Songschreiber
- 1982: Charles Walters, US-amerikanischer Filmregisseur und Choreograph
- 1982: Hans Wüthrich, Schweizer Fußballspieler, -trainer und -schiedsrichter
- 1983: Zdeněk Liška, tschechischer Komponist

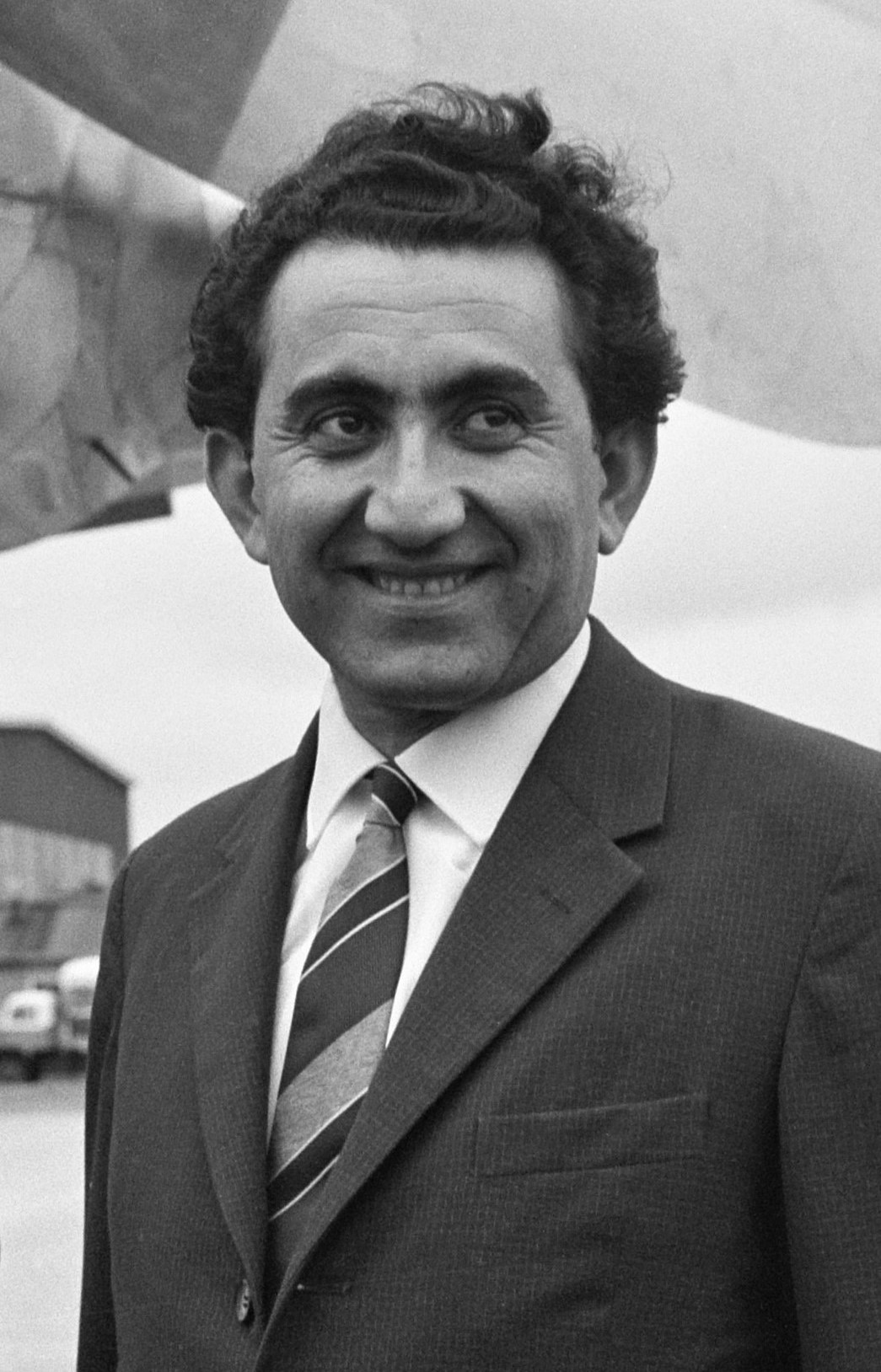
Tigran Petrosjan († 1984)

- 1984: Tigran Petrosjan, armenisch-sowjetischer Schach-Großmeister
- 1985: John Willard Marriott, US-amerikanischer Unternehmer
- 1986: Unica Bachmann-Calcoen, deutsch-niederländische Porträt- und Tiermalerin
- 1987: Annelise Kretschmer, deutsche Fotografin
- 1987: Jimmy Jungermann, deutscher Radiomoderator
- 1988: Gordon H. Scherer, US-amerikanischer Politiker
- 1991: James Roosevelt, US-amerikanischer Brigadegeneral und Politiker
- 1992: Eugen Bjørnstad, norwegischer Automobilrennfahrer
- 1992: Theophane Hytrek, US-amerikanische Komponistin, Kirchenmusikerin und Musikpädagogin
- 1993: Helene Jacobs, deutsche Widerstandskämpferin gegen den Nationalsozialismus
- 1994: Raymond Gallois-Montbrun, französischer Violinist und Komponist
- 1994: Friedrich Ernst Hunsche, deutscher Schriftsteller, Sprachforscher, Genealoge, Heimatforscher und Archivar

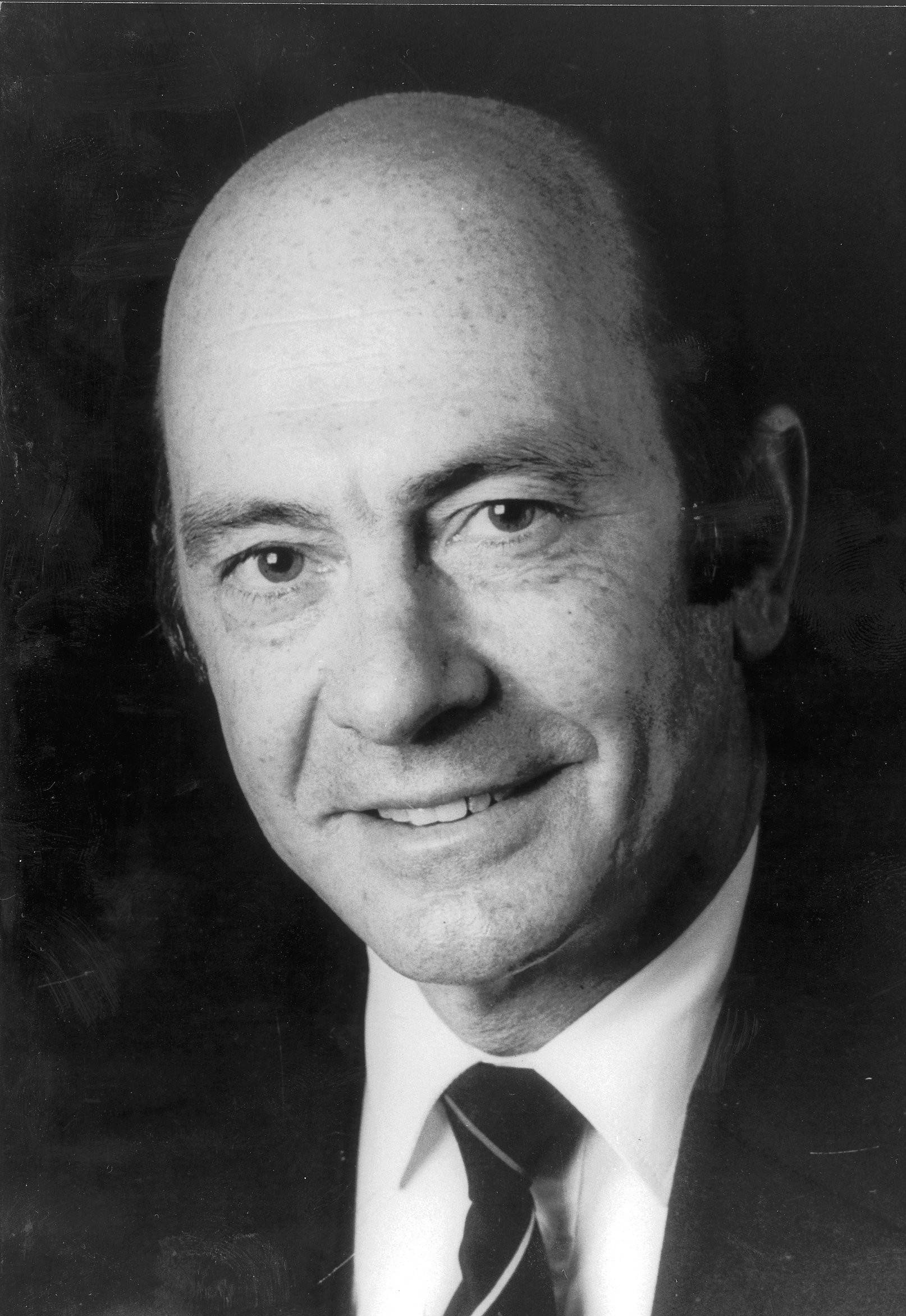
Manfred Wörner († 1994)

- 1994: Manfred Wörner, deutscher Politiker, NATO-Generalsekretär
- 1995: Alison Hargreaves, schottische Bergsteigerin
- 1995: Jan Křesadlo, tschechischer Schriftsteller, Dichter, Komponist und Science-Fiction-Autor
- 1995: Mickey Mantle, US-amerikanischer Baseballspieler
- 1996: António de Spínola, portugiesischer General und Politiker
- 1996: David Tudor, US-amerikanischer Pianist und Komponist
- 1998: Nino Ferrer, französischer Sänger
- 1998: Julien Green, französisch-britischer Schriftsteller
- 1999: Ignatz Bubis, deutscher Kaufmann und Politiker, Vorsitzender des Zentralrates der Juden in Deutschland
- 1999: Sulo Nurmela, finnischer Skilangläufer
- 2000: Ria Deeg, deutsche Widerstandskämpferin gegen den Nationalsozialismus
- 2000: Fritz Winckel, österreichisch-deutscher Pionier der elektronischen Musik

### 21. Jahrhundert
- 2002: Ludwig Gehm, deutscher Politiker und Widerstandskämpfer, Aufklärer über den Nationalsozialismus
- 2002: Hermann Haller, Schweizer Komponist
- 2002ː Lisbeth Sachs, Schweizer Architektin
- 2003: Nicolaus Dreyer, deutscher Unternehmer und Politiker
- 2003: Lothar Emmerich, deutscher Fußballspieler

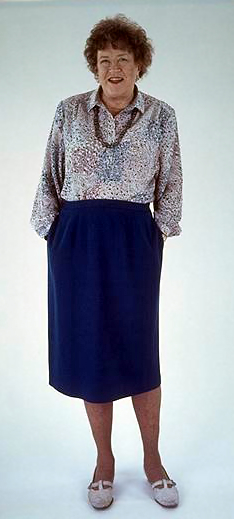
Julia Child († 2004)

- 2004: Julia Child, US-amerikanische Köchin und Kochbuchautorin
- 2004: Josef Kleihues, deutscher Architekt
- 2005: Arnold Cooke, britischer Komponist
- 2005: David Lange, neuseeländischer Politiker, Premierminister
- 2005: José Morais, genannt Chiclete, brasilianischer Fußballspieler
- 2006: Walter Henn, deutscher Architekt, Bauingenieur und Hochschullehrer
- 2006: Günter Holland, deutscher Journalist und Verleger
- 2006: Annely Juda, deutsche Galeristin
- 2006: Phayao Phoontharat, thailändischer Boxer und Politiker
- 2007: Brian Adams, US-amerikanischer Wrestler
- 2007: Gerhard Müller-Menckens, deutscher Architekt und Hochschullehrer
- 2008: Henri Cartan, französischer Mathematiker
- 2010: Colin Austin, britischer Klassischer Philologe und Papyrolog
- 2010: Lance Cade, US-amerikanischer Wrestler
- 2011: Topi Sorsakoski, finnischer Rock- und Schlagersänger
- 2012: Michael Benedikt, österreichischer Philosoph
- 2012: Johnny Pesky, US-amerikanischer Baseballspieler
- 2013: Lothar Bisky, deutscher Politiker
- 2013: Jean Vincent, französischer Fußballspieler und -trainer

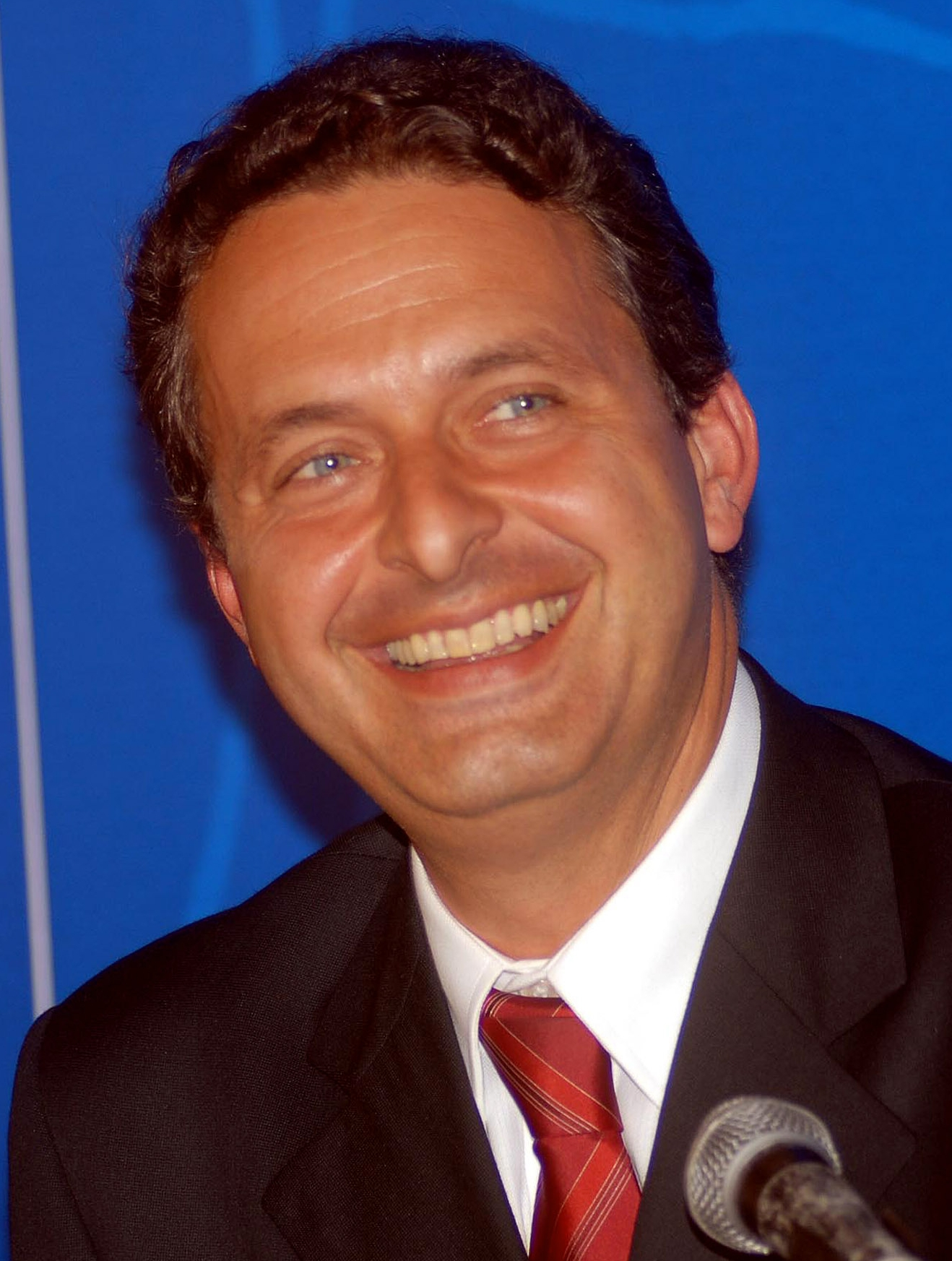
Eduardo Campos († 2014)

- 2014: Eduardo Campos, brasilianischer Politiker
- 2014: Kurt Tschenscher, deutscher Fußballschiedsrichter
- 2015: Pierre Jansen, französischer Komponist
- 2015: Peter Koch, deutscher Jurist und Manager
- 2015: Om Prakash Munjal, indischer Unternehmer
- 2016: Kenny Baker, britischer Schauspieler
- 2016: Françoise Mallet-Joris, belgisch-französische Schriftstellerin
- 2017: Reinhard Breymayer, deutscher Philologe
- 2017: Daniel Josefsohn, deutscher Fotograf
- 2018: Irma Emmrich, deutsche Kunsthistorikerin
- 2018: James Neidhart, US-amerikanisch-kanadischer Wrestler
- 2019: Hans May, deutscher Theologe
- 2020: Peter Freese, deutscher Amerikanist und Literaturwissenschaftler
- 2020: Sonja Sperl, deutsche Skirennläuferin
- 2021: Ernest Gondzik, polnischer Ringer
- 2021: Nanci Griffith, US-amerikanische Country- und Folksängerin sowie Songschreiberin
- 2021: Vladimir Mendelssohn, rumänisch-niederländischer Bratschist und Komponist
- 2022: Anshu Jain, britischer Bankmanager
- 2023: Patricia Bredin, britische Sängerin, Schauspielerin und Buchautorin

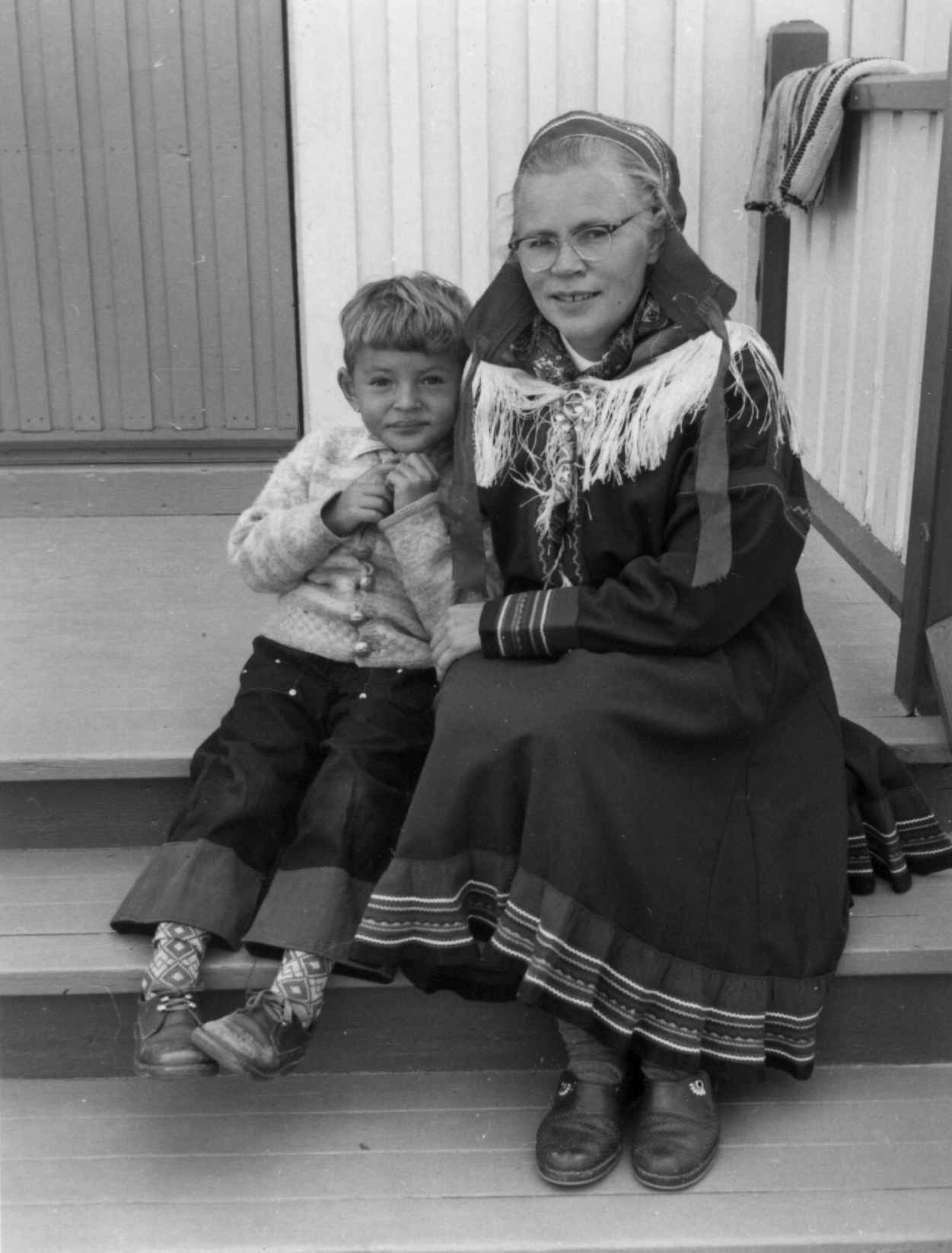
Edel Hætta Eriksen († 2023)

- 2023: Edel Hætta Eriksen, norwegisch-samische Pädagogin und Kulturpolitikerin
- 2023: Rachel Laurin, kanadische Komponistin und Organistin
- 2025ː Tomo Sakurai, japanische Seiyū

## Feier- und Gedenktage
- Kirchliche Gedenktage
  - Hl. Radegunde, Königin der Franken (evangelisch, katholisch)
  - Paul Richter, deutscher Pfarrer und Märtyrer (evangelisch)
  - Hl. Hippolytus, römischer Bischof und Gegenpapst, Märtyrer und Schutzpatron der Pferde (katholisch)
  - Hl. Kassian, Märtyrer und Schutzpatron (katholisch)
  - Hl. Zwentibold, König von Lotharingien (katholisch)
- Namenstage
  - Alena, Marco, Wiebke, Maxim
- Weitere Informationen zum Tag
  - Deutschland, Jahrestag der Berliner Mauer (1961)
  - Internationaler Linkshändertag (seit 1976)

Weitere Einträge enthält die Liste von Gedenk- und Aktionstagen.